# Giulianova Calcio 1924
Il Giulianova Calcio 1924, meglio noto come Giulianova o Giglie dai tifosi giuliesi, è una società calcistica italiana con sede nella città di Giulianova. Milita in Serie D, la quarta divisione del campionato italiano.
La società è stata fondata, secondo varie ricostruzioni, il 7 dicembre 1924 con la denominazione di Società Sportiva Giuliese, nel 1936, come Polisportiva Castrum, adotta per colori sociali il giallo e il rosso. Assume il nome di Giulianova Calcio dal 1979 al 2012, denominazione che riprende nel 2023 con l'aggiunta dell'anno di fondazione. La squadra disputa le partite casalinghe allo stadio Rubens Fadini.
Vanta una lunga e costante tradizione calcistica, avendo partecipato a 39 stagioni di calcio professionistico, di cui 21 di terza serie (25 in totale), tra le quali spiccano il 2º posto del 1972-1973 e le semifinali play-off per la Serie B 1996-1997 e 1998-1999. Nel 1994 fu finalista dello scudetto dilettanti contro la Pro Vercelli (3-2; 0-1). Il Giulianova per la sua storia calcistica è stato, fino alla stagione 2018-2019, tra i primi 100 club nel ranking nazionale della tradizione sportiva.
Nel palmares figurano, a livello nazionale, un campionato di Serie C2 (1979-1980) e due di Serie D (1970-1971, 1993-1994). Le altre promozioni sono state ottenute a seguito della vittoria dei play-off di Serie C2/Lega Pro Seconda Divisione (1995-1996, 2008-2009), la prima partecipazione in Serie C è stata raggiunta nella stagione 1938-1939.
Degno di nota è il settore giovanile dei lupi giallorossi, che può fregiarsi di 10 titoli nazionali e ha lanciato decine di calciatori in massima serie.

## Storia

### Le origini
Il gioco del calcio nella città di Giulianova era già presente nel 1920, un documento fotografico attesta l'attività di una compagine locale.
Secondo alcune ricostruzioni, la costituzione della Società Sportiva Giuliese si verificò il 7 dicembre 1924. I fondatori furono Alfonso Migliori, primo presidente del club nonché futuro sindaco della città e l'avvocato Italo Foschi. La squadra, che indossa una divisa biancoazzurra o azzurra e disputa gli incontri al Campo della Fiera, dopo aver giocato per i primi anni solo partite amichevoli, inizia a partecipare ai vari campionati regionali, diventò "Società Sportiva Pro Italia" e poi "Federazione Sportiva Giuliese". Dopo la vittoria nel campionato regionale del 1935, la Giuliese si sciolse.

### La prima Serie C
Il 1936 vide la nascita della Castrum in maglia giallorossa, i nuovi colori debuttano in campionato nell'incontro contro il Popoli del 14 marzo 1937 (5-0). Nella stagione 1936-1937 i giallorossi sfiorano la promozione in terza serie, i giuliesi chiudono il torneo al 2º posto distaccati di un solo punto dal Popoli, ma nel 1938-1939, come "Società Polisportiva Castrum", approdano per la prima volta in Serie C. I giallorossi vincono il girone e il titolo marchigiano di Prima Divisione su Portocivitanova, Anconitana e l'A.C. Dalmazia di Zara, inoltre partecipano nel 1937-1938 e 1938-1939 alla Coppa Italia Centrale, e nel 1939-1940 alla Coppa Italia Nazionale. Fondamentale per la promozione risulterà la vittoria casalinga sul Portocivitanova del 15 gennaio 1939 (1-0), con il raggiungimento della prima posizione in classifica, oltre all'1-1 di Zara del 2 aprile 1939. Paolini è il cannoniere dei giuliesi con 24 reti, seguito da Morselli con 17 gol e Di Teodoro II con 6, la Castrum terminerà il campionato con 64 reti realizzate in 21 incontri. In aggiunta, nel giugno 1939, sono finalisti a Roma nel Campionato Nazionale GG.FF. (1-3 contro il Brescia). Formazione della Castrum: De Simone, Sponcichetti, Pipponzi, Bolzati, Ciurli, Di Teodoro I, Di Teodoro II, Morselli, Paolini, Piccioni, Granata. Allenatore Dario Compiani.
I giallorossi del presidente Giuseppe Ianetti debuttano in Serie C il 24 settembre 1939 superando il Terranova Olbia per 4-2, e chiudono il loro primo campionato a livello nazionale al 15º posto. In seguito avviene il cambio nominale in "A.S. Giulianova".
Nel 1940 il gioco del calcio si ferma per motivi bellici, tuttavia una compagine locale, la "Stella Rossa", lo tiene vivo disputando varie amichevoli contro località limitrofe.
Alla ripresa delle attività dopo la seconda guerra mondiale, nel 1945-1946, il Giulianova riparte nuovamente dalla Serie C sostituendo la U.S. Portocivitanovese. I giallorossi terminano il girone d'andata al 2º posto dietro il Perugia, poi promosso in Serie B, anche la stagione 1946-1947 è positiva, con il 3º posto finale.

### Il dopoguerra: i fatti di Fermo e l'esperienza della Freccia d'Oro

Una formazione della Freccia d'Oro, anno 1949.

Nel 1947-1948 si chiude la prima avventura del Giulianova in terza serie. In un incontro con la Fermana (4 gennaio 1948) vi è un'invasione di campo dei sostenitori giallorossi, e dopo una sconfitta casalinga ad opera dell'Avezzano (14 marzo 1948) avvengono altri gravi incidenti, con il pubblico giuliese che aggredisce e percuote l'arbitro. Il Giulianova si ritira e scompare dalla scena calcistica nazionale.
Il 6 ottobre 1948 nasce così una nuova società, finanziata da Vincenzo Di Felice e chiamata "Freccia d'Oro", che disputa il campionato regionale di Prima Divisione. Il nome è legato al camion, messo a disposizione dal presidente Francesco Falini per trasportare la squadra, detto appunto "La freccia". Ricordiamo alcuni giocatori che resero possibile la rinascita del calcio a Giulianova, dopo la guerra mondiale. Giustino Di Giandomenico, infaticabile mediano, Cassiani, Della Penna, i gemelli Romolo e Remo Aloisi, Canzanese e tanti altri. Le reti delle porte furono fatte da pescatori del luogo mentre la divisa ufficiale fu tessuta dalle monache. Lo stemma posto sulle maglie era rappresentato da una freccia rinchiusa in un cerchio, con accanto una medaglietta recante l'immagine della Madonna e fissata da una spilla.
La "Freccia d'Oro" vince il campionato nella stagione 1950-1951, perdendo però le finali promozione giocate contro Termoli, Popoli  e Tagliacozzo. La formazione base: Di Donato, Di Giandomenico, Cassiani, Falini, Di Felice, Aloisi II, Compiani, Di Donato, Marzi, Aloisi I, Piccioni. I giuliesi vincono il proprio girone con 37 punti, cinque in più del Termoli, poi promosso dopo le finali.
L'anno successivo tornerà la denominazione in "Società Polisportiva Giulianova".

### Gli anni cinquanta e sessanta: le promozioni in IV Serie e in Serie D
Nel 1951-1952, col terzo posto finale, i giuliesi vengono ammessi nel campionato regionale di Promozione, mentre
nella stagione 1953-1954, il Giulianova dell'allenatore Valeriano Ottino, al termine di un'entusiasmante lotta con il Lanciano, viene promosso in IV Serie.

Il derby dell'11 aprile 1954.

I giallorossi terminano il campionato segnando ben 100 reti (media 3,33 a gara). Magheri, Olivieri e Ottino ne formano l'attacco, insieme realizzano la bellezza di 80 gol, di cui 42 registrate da Magheri, 21 da Olivieri e 17 da Ottino. Nella memoria l'infuocato derby di Lanciano del 9 maggio 1954, terz'ultima di campionato e con violenti incidenti tra le opposte tifoserie, così come la doppia vittoria sul Teramo, 2-1 al Comunale il 13 dicembre 1953 con rete decisiva di Ottino al 90', 5-1 al Fadini l'11 aprile 1954. A 180' dal termine le due compagini sono ancora appaiate al comando con 46 punti, ma la sconfitta dei frentani col Termoli determina il via libera ai giuliesi per il passaggio al quarto livello. La formazione titolare: Di Gennaro, Gerardini II, Michelassi, Gerardini I, Ferrari, Palma, Olivieri, Ghinazzi, Magheri, Vallese, Ottino (nella veste di allenatore-giocatore).
Nel 1955-1956 il Giulianova si classifica al 5º posto, dopo che aveva chiuso il girone d'andata al comando insieme al Pescara con 23 punti (superato al Fadini per 3-2), ma nella stagione 1958-1959 la mancata vittoria casalinga contro il Portocivitanova (0-0; 3 maggio 1959), costringe i giallorossi alla retrocessione.
Nel campionato 1960-1961 il Giulianova del presidente Emidio Ciafardoni viene nuovamente promosso in Serie D, decisivo lo spareggio giocato all'Adriatico di Pescara il 21 maggio 1961 contro la Torrese di Torre de' Passeri e vinto 3-0 con doppietta di Giorgini e rete di Montebello. La partita di Pescara, giocata sotto la pioggia e con numerosi scontri tra tifosi, si era resa necessaria perché entrambe le compagini avevano ottenuto il successo nel proprio incontro casalingo di finale, il Giulianova 3-1 al Fadini il 7 maggio 1961 e la Torrese 1-0 al Montecatini di Piano d'Orta il 14 maggio 1961. La differenza reti all'epoca non era presa in considerazione. I giuliesi erano arrivati allo spareggio vincendo il proprio girone, dove avevano conquistato 38 dei 44 punti a disposizione, 7 in più dell'Atri.
Con il successo in campionato i giallorossi disputano le finali per lo Scudetto Dilettanti, venendo eliminati nella terza fase dalla Paolana (1-3; 1-0). In precedenza avevano superato la Libertas Invicta di Potenza (2-2; 4-1) e gli umbri del Bastia (0-2; 5-0). Il titolo viene vinto dal Borgomanero.
Negli anni sessanta la stagione migliore in Serie D è la 1963-1964, chiusa al 4º posto con 40 punti, a sei lunghezze dalla capolista Ternana, mentre nel torneo 1962-1963 i giuliesi avevano mantenuto la categoria battendo allo “Zeppelle” di Ascoli, in un drammatico spareggio salvezza il Teramo (2-0; Angeloni, Menna), qui rimangono, cercando di potenziare soprattutto il settore giovanile e con la conduzione di Emilio Della Penna, fino al campionato 1970-1971.
Da ricordare che nel 1967 i giallorossi, superando a Roma il Pordenone, conquistano con la Juniores il loro primo titolo, mentre nel 1965 gli Allievi erano stati eliminati in semifinale dalla Juventus.

### Gli anni settanta: la Serie C e la sfida con la SPAL per la Serie B

La rosa del Giulianova, che sfiorò la B nella stagione 1972-1973.

Nel 1970-1971 il Giulianova, sotto la presidenza del duo Tiberio Orsini-Pierino Stacchiotti, e guidato in campo dall'allenatore-giocatore Adelmo Capelli, si rende partecipe di un grande torneo, vincendo 20 partite su 34 e perdendone 6. Tuttavia per la promozione si deve aspettare l'ultima giornata, quando la compagine giuliese, in un Rubens Fadini gremito da 8000 spettatori, vince lo scontro diretto contro il Bellaria (2-1, gol di Capelli al 1', pareggio di Bean per il Bellaria al 37', Conte al 52'), fino ad allora al comando con un punto di vantaggio sui giallorossi. È il 23 maggio 1971, il Giulianova è in Serie C.
Un campionato esaltante, di cui rammentiamo la vittoria sul favorito Riccione (2-1) in un incontro giocato sotto una forte nevicata nel febbraio 1971, l'organizzazione del primo treno speciale del club per la trasferta di Rovigo, le 1500 bandierine distribuite in mattinata per la gara con la Civitanovese (4-1), e lo 0-0 di Porto San Giorgio contro la Sangiorgese alla penultima giornata, punteggio che permise al Bellaria, vittorioso sul Pesaro, di presentarsi al Fadini per l'ultima di campionato col vantaggio di un punto. Sempre in questa stagione vengono trasmesse le prime telecronache delle partite dei giallorossi, spesso riprese da posti di fortuna e proiettate il giorno successivo l'incontro in uno stipato cinema locale.

Giulianova-Spal, del dicembre 1972.

Protagonisti in assoluto sono Roberto Ciccotelli con i suoi 19 gol, Adelmo Capelli "mago" dei calci di punizione, Sergio Conte, autore del gol decisivo nell'ultima giornata, e il più giovane della compagine, l'appena diciottenne Renato Curi, proveniente dalle giovanili. La formazione titolare: Maurini, Erbaggi, Janni; Curi, Agostinelli, De Falco; Conte, Angelo Tancredi, Capriotti, Capelli, Ciccotelli.
Nel 1971-1972, il Giulianova (con Capelli passato definitivamente dal campo alla panchina) disputa finalmente la Serie C dopo più di vent'anni, riuscendo, con un 16º posto finale, a raggiungere l'obiettivo del mantenimento della categoria. La formazione titolare: Ciappi, Falcomer, Giorgini; Mambrin, Agostinelli, Caucci; Conte, Curi, Gambin, Vernisi, Ciccotelli.
Negli anni successivi, col Giulianova in Serie C, oltre a Curi cominciano a mettersi in evidenza diversi giocatori interessanti sfornati dal settore giovanile: il terzino Giuseppe Lelj (poi alla Fiorentina), il futuro allenatore dei giuliesi Francesco Giorgini, la mezzapunta Gabriele Alessandrini, il centrocampista Roberto Vernisi, Pasquale Iachini (poi in serie A tra Como e Fiorentina) e Franco Tancredi, futuro portiere nell'anno del secondo scudetto della Roma e che in seguito raggiungerà anche la Nazionale.

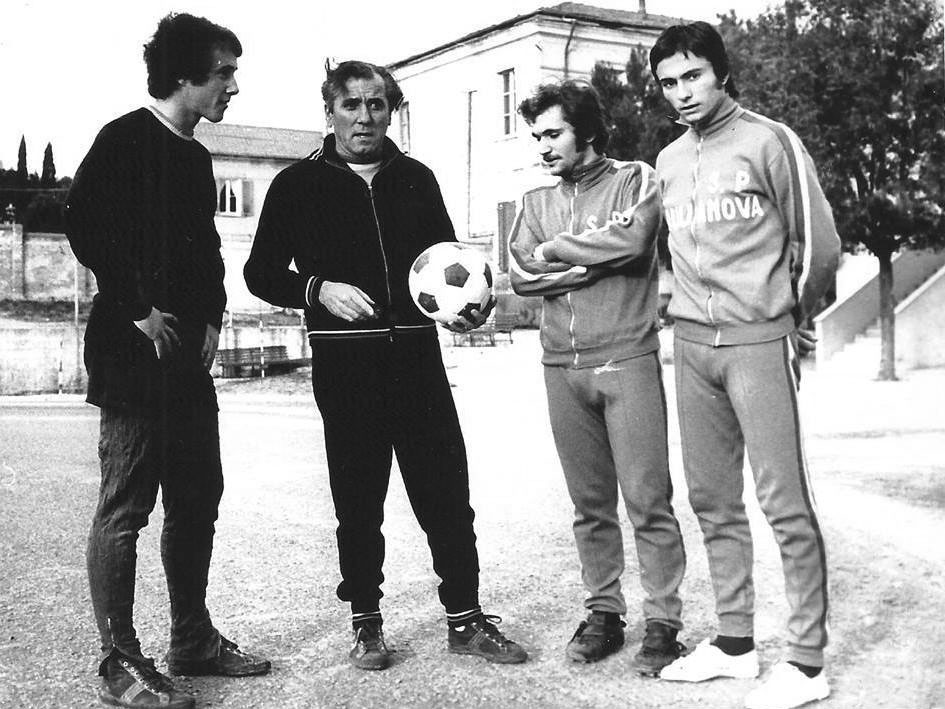
Franco Tancredi, il tecnico Giovan Battista Fabbri, Renato Curi e Gabriele Alessandrini in allenamento nel 1972. Con Gibì in panchina, il Giulianova si avvicinò per la prima volta alla Serie B nel 1973.

Nella stagione 1972-1973 il Giulianova, allenato dal mai dimenticato Giovan Battista Fabbri, è protagonista di un avvincente testa a testa con la SPAL di Franco Pezzato (22 reti); quest'ultima otterrà la promozione in Serie B solo all'ultima giornata vincendo a Olbia, mentre i giuliesi usciranno sconfitti da Empoli. I giallorossi sono inoltre semifinalisti nella prima edizione della Coppa Italia Semiprofessionisti, dove vengono eliminati dall'Avellino (1-1; 0-1).  Tra i protagonisti ci sono il portiere Gianni Candussi, che rimarrà insuperato per 977 minuti (dalla 28ª alla 37ª giornata), i bomber Ciccotelli e Giuseppe Santonico (14 gol), e ancora il giovane Curi. Nel girone di ritorno i giuliesi rimasero imbattuti per 16 turni, prendendo nel contesto una rete (1-1 con la Massese). La formazione titolare: Candussi, Carloni, Giorgini; Bertuccioli, Agostinelli, Caucci; Vernisi, Curi, Santonico, Alessandrini, Ciccotelli.
Di questo campionato ricordiamo l'esodo di Modena del 26 novembre 1972 (0-0), con l'organizzazione del treno speciale giallorosso, la doppia vittoria contro la Sambenedettese, 3-0 al Rubens Fadini il 19 novembre 1972 con tripletta di Santonico e 2-0 al Ballarin il 15 aprile 1973 con doppietta di Alessandrini, le 15.000 presenze di Modena e Ferrara e l'immagine di uno stadio sempre pieno dove i giallorossi, in 19 incontri, subiranno due sole reti (Ravenna e Viareggio). Una stagione indimenticabile, ancora oggi nella memoria calcistica dei giuliesi, e ricordata dallo stesso Gibì Fabbri nel novantesimo anniversario della nascita ufficiale del club:
(Giovan Battista Fabbri, riferito al suo Giulianova)

Istante di un -Giulianova alla fine degli anni '70.

Nel 1973-1974, con Tancredi tra i pali, i giallorossi disputano le prime tre gare interne a Teramo per il rifacimento del manto erboso. Il debutto casalingo avviene l'11 novembre 1973 contro la Sambenedettese, battuta 1-0 (Polesello al 4') in un Rubens Fadini stracolmo in ogni settore, con oltre 8000 paganti (record assoluto). I giuliesi chiudono il torneo al 9º posto, ma nel girone d'andata tengono testa alla Sambenedettese, poi promossa in Serie B. Intanto si mette in luce un altro talento locale, il centravanti Alfredo Canzanese.
Il Giulianova continua la sua serie di campionati positivi: nell'annata 1974-1975, grazie agli 11 gol della punta Oriano Grop (l'anno dopo al Bologna in Serie A), i giallorossi guidati da Gianni Corelli disputano un altro ottimo campionato, chiudendo al 4º posto a pari merito con la Sangiovannese.
Nelle successive stagioni 1975-1976 e 1976-1977, il Giulianova conferma quanto ben fatto precedentemente, classificandosi nuovamente 4º prima, e al 7º posto poi. In panchina c'è il friulano Sergio Manente, ex-terzino sinistro della Juventus. Da ricordare i sei titoli conquistati dal settore giovanile tra il 1974 e il 1977.
Dopo cinque campionati consecutivi caratterizzati da buoni piazzamenti, nel 1977-1978 il club (alla cui guida tecnica nel frattempo è tornato Adelmo Capelli, con minor fortuna) chiude al 14º posto e retrocede nella neonata Serie C2. In questo torneo il Fadini viene squalificato tre turni per degli incidenti avvenuti durante l'incontro col Pisa del 12 febbraio 1978 (0-0), causa una rete annullata ai giuliesi. Il derby contro il Teramo del 26 febbraio 1978 è disputato sul neutro di Civitanova Marche con 6000 presenze (0-1) e la sconfitta di Parma del giovane Carlo Ancelotti (1-3) decreta la retrocessione dei giuliesi.

### Gli anni ottanta: la promozione in Serie C1 e il decennio in Serie C2

La rosa del Giulianova di Scibilia, che riconquistò la C1 nel 1979-1980.

La permanenza nella serie minore è breve, nel campionato 1979-1980, il Giulianova dell'allenatore Corelli (anche in questo caso un ritorno) e del presidente Scibilia, si classifica al 1º posto nel girone C, vincendo il duello per la promozione con il Francavilla e la Civitanovese, e ottenendo quindi l'accesso alla categoria superiore. I giallorossi chiudono la stagione vincendo 20 partite su 34, con il record di 8 vittorie consecutive iniziali e perdendo solo tre volte.
Il Giulianova supera nell'ordine: Civitanovese (2-0), Civitavecchia (2-0), Osimana (3-1), Lanciano (2-0), Latina (3-1), Vis Pesaro (2-0), Formia (1-0), Francavilla (1-0). Il 25 maggio 1980, battendo in casa la L.V.P.A. Frascati per 5-0, il Giulianova raggiunge la promozione matematica in Serie C1. Un torneo condotto sempre al vertice, dove spiccano, oltre alle otto vittorie consecutive, il 2-2 esterno con la Civitanovese (reti di Ciccotelli al 12', Ilari al 32' e Villa al 63' per la Civitanovese, Lepidi al 68'), in uno splendido incontro giocato il 3 febbraio 1980 dinanzi a 6000 spettatori, il 2-0 casalingo contro l'Avezzano (Ciccotelli, Savoldi), e il 3-1 con L'Aquila (Ciccotelli, Angelozzi, Palazzese).

Formazione del Giulianova 1987-1988, fra i titolari: Iaconi, Marco Giampaolo (al centro, in piedi) e Federico Giampaolo (al centro, accosciato).

Tra i principali artefici della stagione ci sono Gianluigi "Titti" Savoldi, Guido Angelozzi, Roberto Ciccotelli (11 gol) e Salvatore Amato (15 gol). La formazione titolare: Tuccella, Tortorici, Giorgini; Bellagamba, Triboletti, Angelozzi; Palazzese, Amato, Traini, Savoldi, Ciccotelli.

Una formazione del Giulianova, scesa in campo nel 1989.

Il Giulianova rimane in C1 per due stagioni, 1980-1981 e 1981-1982, quando chiude il torneo al 16º posto e retrocede di nuovo in C2, dove resterà per 10 campionati consecutivi, fino al 1991-1992.
In questo periodo, torna al vertice della società Titì Orsini, e il Giulianova sfiora per due volte la promozione alla categoria superiore: la prima nel 1983-1984, dato che lo 0-0 alla penultima giornata in casa dell'Osimana preclude ai giuliesi la promozione diretta in C1. In questo campionato Giulianova e Teramo chiudono appaiate al terzo posto, a due punti dalla zona promozione. Da ricordare il derby del 1º aprile 1984, concluso sullo 0-0 e giocato al cospetto di oltre 7000 presenze; la seconda nel 1986-1987, quando il pareggio all'ultima giornata contro il Galatina permise al Francavilla di aggiudicarsi il secondo posto utile per la promozione nella categoria superiore. Nel torneo 1986-1987 i giallorossi rimasero imbattuti per 22 incontri (dalla 5ª alla 26ª giornata).
In queste stagioni viene lanciato il giovane Tiziano De Patre, che poi approderà in Serie A con le maglie di Atalanta e Cagliari e altri "primavera" (tra gli altri, Luigi Leone), inoltre nei campionati 1983-1984 e 1984-1985 i lupi giallorossi conquistano il titolo nazionale Berretti, superando in finale rispettivamente il Bologna e la SPAL.

### Gli anni novanta: dalla breve crisi in C.N.D. ai doppi play-off per la Serie B

Il Fadini gremito degli anni '90.

Nel 1991-1992 il Giulianova si trova in Serie C2, ma a causa di una crisi societaria la squadra giuliese, dopo 21 campionati consecutivi tra i professionisti, si vede retrocedere in Serie D.
Il purgatorio tra i dilettanti dura due stagioni, nel 1993-1994 il Giulianova di mister Giorgini si piazza al 1º posto vincendo il girone G e riconquistando l'accesso tra i professionisti. Fondamentali per la promozione sono l'1-1 in trasferta con l'Albanova (rete per i locali di Copasso al 9', pareggio per i giuliesi di Caruso al 53' su rigore), la vittoria per 1-0 al Pinto di Caserta (De Feudis al 68') del 10 aprile 1994, e il 2-2 di Frosinone del 24 aprile 1994. La rete di Pugnitopo al 90', che agguanta il 2-2 finale, mantiene i ciociari a due punti di distanza a 180' dal termine, ipotecando il salto di categoria. L'8 maggio 1994, ultima di campionato, i giallorossi battono al Rubens Fadini il Celano per 2-0 (reti di Minuti e Briata) dinanzi a 5000 spettatori, e vengono promossi in Serie C2. I giuliesi chiudono il torneo con un punto di vantaggio sull'Albanova e due sul Frosinone. Tra i protagonisti di quell'annata il trequartista "Totò" Caruso, autentico idolo dei tifosi, il centravanti Michelangelo Palladino, il goleador Pasquale Minuti, Ugo Dragone, Riccardo Di Bari. La formazione titolare: Merletti, Ulivi, Pugnitopo; Dragone, Parisi, Briata; Di Bari, De Feudis, Caruso, Minuti, Palladino.

Una formazione del 1995-1996.

Nella Poule Scudetto il Giulianova viene superato in finale dalla Pro Vercelli (3-2; 0-1); in precedenza aveva eliminato il Teramo (0-1; 3-0) e lo Sporting Benevento (2-1; 0-0).
Dopo essersi piazzati all'ottavo posto nel primo anno di Serie C2 dopo la retrocessione in Serie D, nel 1995-1996 il Giulianova di Francesco Giorgini, al comando al termine del girone d'andata, chiude il torneo al 3º posto solamente tre punti dietro la vincitrice Avezzano, conseguendo così l'accesso ai play-off insieme a Frosinone, Albanova e Viterbese.
Il Giulianova supera in semifinale la Viterbese (1-2; 1-0), e accede alla finale promozione in gara unica allo stadio "Zaccheria" di Foggia contro l'Albanova, che aveva eliminato il Frosinone. L'incontro viene giocato giovedì 27 giugno 1996, i giuliesi, sostenuti da circa 4000 tifosi, ottengono la promozione in Serie C1 ai calci di rigore (3-0), dopo che i tempi supplementari si erano chiusi sullo 0-0, e tornano in terza serie dopo quattordici anni. La squadra viene festeggiata in nottata da migliaia di supporter, sia in stazione al rientro da Foggia che allo stadio Fadini.

La finale play-off per la C1, a Foggia (1996).

Il compianto Danilo Di Vincenzo. Grazie anche ai suoi gol, i giallorossi tornarono in terza serie.

Autentico trascinatore della compagine è il bomber Danilo Di Vincenzo, che nelle due stagioni in maglia giallorossa realizzerà ben 30 reti. Da elencare anche il famoso 2-2 col Frosinone del 17 marzo 1996, incontro giocato in un Rubens Fadini gremito da 7000 tifosi e con le immagini trasmesse nei programmi televisivi La domenica sportiva e Mai dire gol, servizi che hanno reso celebre questo evento. La formazione titolare: Grilli, Parisi, Contadini; Ruffini, Chionna, Pugnitopo; Acampora, De Feudis, Di Vincenzo, Lo Pinto, Aldrovandi.
Nel 1996-1997, il neopromosso Giulianova guidato ancora da Giorgini, milita nel girone B della Serie C1. Anche quest'anno la squadra giuliese si rende partecipe di un grande campionato, concluso con un 5º posto che vale l'accesso ai play-off per la Serie B, dove viene eliminato in semifinale dall'Ancona (1-1; 1-2). La formazione di Ancona: Merletti, Di Liso, Pagliaccetti; Matarese, Bertoni, Savio; Pinciarelli, De Feudis, Micciola, Manari, Vadacca. L'incontro viene giocato dinanzi a 9513 paganti, con oltre 4000 giuliesi. A fine stagione c'è una svolta per la società giallorossa, infatti alla presidenza arriva la famiglia Quartiglia mentre Giorgini si trasferisce ad Ancona.
Nella stagione 1998-1999 il Giulianova di Fulvio D'Adderio chiude il campionato al 4º posto in classifica e vede ottenere nuovamente l'accesso ai play-off grazie alla vittoria di Ascoli, 2-0 nello scontro diretto dell'ultima giornata con circa 15.000 presenze (reti di Molino e Testa). Negli spareggi viene però eliminato nuovamente in semifinale, stavolta dalla Juve Stabia (3-2; 0-2). La formazione titolare era composta da Grilli, Pastore, Peccarisi; De Sanzo, Evangelisti, Parisi; Di Corcia, Ferrigno, Molino, Calcagno, Delle Vedove. Il cannoniere dei giallorossi è Luigi Molino con 11 reti. Dopo questa stagione, il Giulianova chiuderà il decennio 1990-2000 conquistando la salvezza e rimanendo in Serie C1.

### Gli anni duemila: la lunga permanenza in Serie C1
Dal 2000-2001 al 2005-2006 il Giulianova milita in Serie C1, con un record di abbonati (2195) nel torneo 2000-2001, e con la conquista nel 2006 del decimo titolo nazionale giovanile, il quinto con la Berretti (dal 2020 denominato Primavera 3). Durante questi anni i giallorossi alternano campionati di alto livello (2001-2002: 6º posto finale a pari merito con il Lanciano, mancando i play-off per la B, per via della classifica avulsa), a tornei più discreti, in due dei quali la salvezza viene ottenuta ai play-out, entrambi ai danni del Sora (2002-2003 e 2004-2005). In queste stagioni sono passati per Giulianova, fra gli altri, calciatori come Gianni Califano (116 presenze e 52 reti in giallorosso), secondo cannoniere di sempre in Serie C, Firmino Elia, Ottavio Palladini, Stefano Visi, Fabrizio Ferrigno, Maurizio Caccavale, Alfredo Cariello, Marcello Cottafava, Gianni Munari, Christian Puggioni, Massimiliano Tangorra, i talenti di casa Federico e Cristiano Del Grosso e Stefano Olivieri, e sono stati lanciati dal vivaio Giuseppe Cozzolino, Damiano Zanon, e Mirco Antenucci. Alle stagioni 2004-2005 e 2005-2006 risalgono inoltre le sfide di campionato contro Napoli e Genoa.

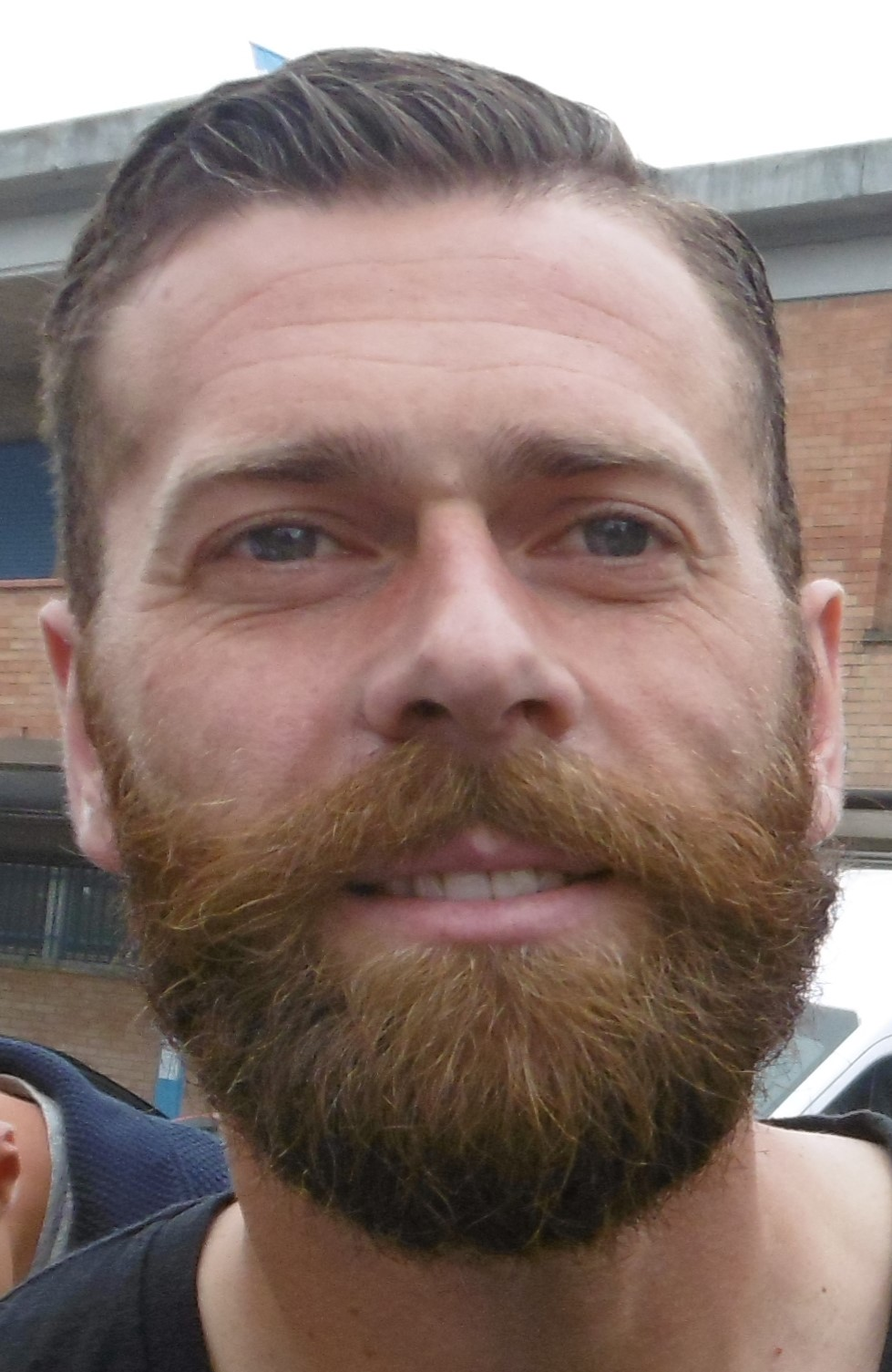
Mirco Antenucci, lanciato nella stagione 2006-07

Nella stagione 2006-2007 il manifestarsi di problemi societari, porta all'allestimento di una squadra decisamente inadeguata, per inesperienza e giovinezza, al torneo in arrivo, e il Giulianova retrocede con sette giornate d'anticipo in Serie C2, chiudendo il campionato all'ultimo posto con soli 12 punti, e abbandonando la categoria dopo 11 anni consecutivi (striscia record inferiore solo a quella della Salernitana, 12). Non basteranno le 11 reti del giovane talento casalingo, Mirco Antenucci. A fine stagione la famiglia Quartiglia cede la società, che passa nelle mani di Bruno Sabatini.
La permanenza in Serie C2 dura due stagioni, e nell'annata 2008-2009 i giallorossi, guidati da Leonardo Bitetto, sono autori di un grande torneo che li vede costantemente nelle prime posizioni della classifica, e chiudono con un 3º posto che vale l'accesso ai play-off. Gli spareggi portano il Giulianova ad eliminare in semifinale il Bassano Virtus (1-1 a Bassano; 1-0 al Fadini), ed il Prato in finale, ottenendo la promozione al Rubens Fadini il 21 giugno 2009 in virtù del miglior piazzamento in classifica rispetto ai lanieri, dopo che il doppio confronto si era concluso in parità (vittoria 1-0 a Prato con 800 giuliesi presenti e sconfitta 0-1 al Fadini dopo i tempi supplementari). La formazione titolare: Mancini, Ogliari, Garaffoni; Vinetot, Sosi, Pucello; D'Aniello, Croce, Lisi, D'Antoni, Improta. Nella stessa compagine milita anche Andrej Gălăbinov, in seguito approdato in Serie A e nella nazionale bulgara.

### Gli anni duemiladieci: le ultime stagioni di professionismo e le due rifondazioni
Il campionato di Lega Pro Prima Divisione 2009-2010 è deludente in trasferta (10 sconfitte) e sfortunato fra le mura amiche: al Fadini impattano Portogruaro, Pescara, Verona, Reggiana e Ternana (cinque delle prime sei classificate al termine), ma alle poche sconfitte (4) fanno da contraltare soltanto 3 vittorie, e tanti pareggi (10) a volte stretti alla compagine giuliese, che sono costati un'immediata retrocessione dopo gli spareggi con l'Andria. Nonostante l'ultimo posto (penultimo, a seguito della squalifica del Potenza) infatti, si mettono in mostra giocatori come Alessio Campagnacci, Kévin Vinetot e Francesco Migliore, tutti saliti di categoria l'anno successivo e Jacopo Dezi, ennesimo prodotto del vivaio giallorosso, acquistato dal Napoli, in Serie A.
Nelle due successive stagioni il Giulianova milita in Lega Pro Seconda Divisione, terminando a metà classifica la prima e salvandosi sul campo nella seconda.

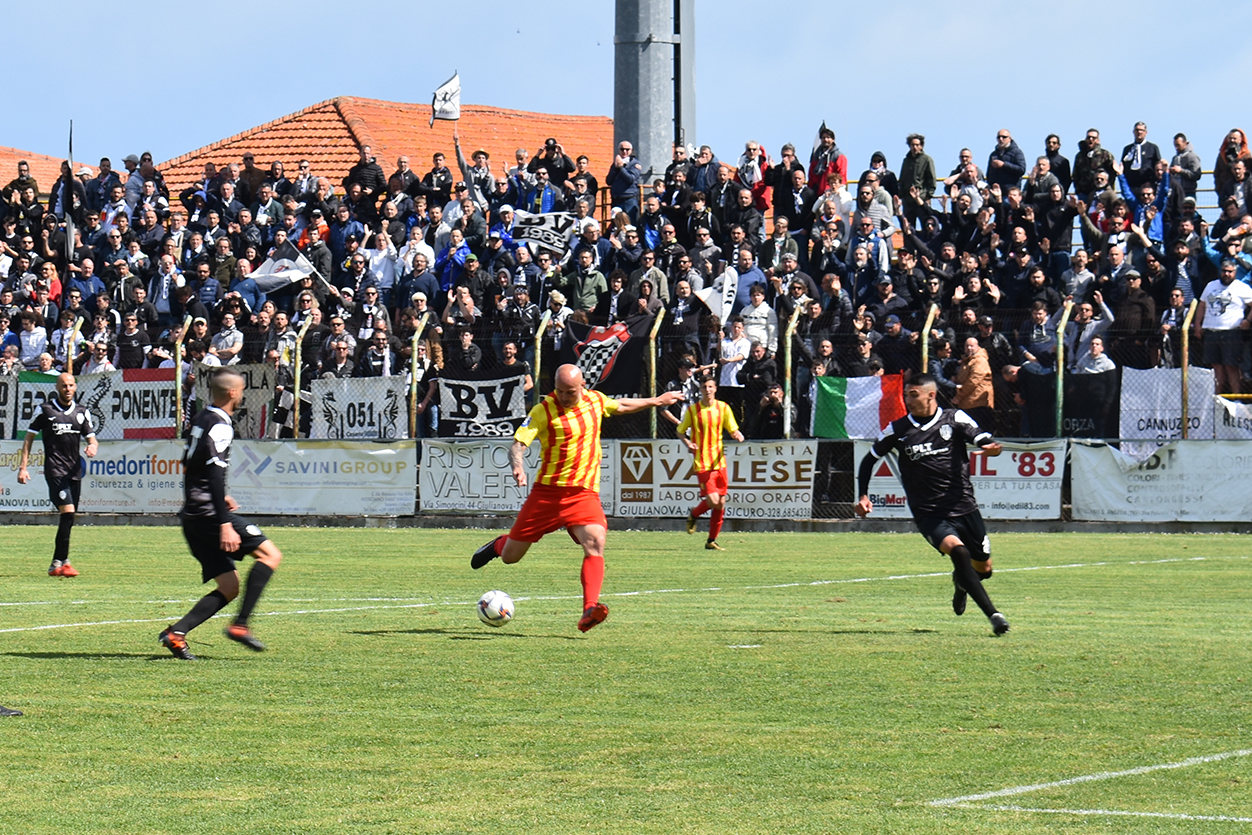
Romano Tozzi Borsoi segna la sua ultima rete in carriera, nell'1-1 contro il Cesena. Per lui 54 reti nelle tre stagioni in giallorosso.

Al 30 giugno 2012, data della scadenza per le iscrizioni al campionato di Seconda Divisione, la società non è in grado di iscriversi a causa di problemi finanziari. Così, dopo 18 stagioni consecutive tra i pro, il calcio a Giulianova riparte con una nuova società, attraverso il cambio di denominazione dell'A.S.D. Cologna Paese, società iscritta al campionato di Eccellenza, in A.S.D. Città di Giulianova 1924.
La stagione 2012-2013, si chiude con un secondo posto in Eccellenza, dietro un sorprendente Sulmona. I giuliesi accedono direttamente alla fase nazionale dei play-off promozione, uscendo subito contro l'Imolese (0-3 al Fadini; 1-1 a Imola). I giallorossi beneficiano del ripescaggio, causa la mancata iscrizione di numerose compagini di Serie D e Lega Pro e vengono comunque promossi di categoria.

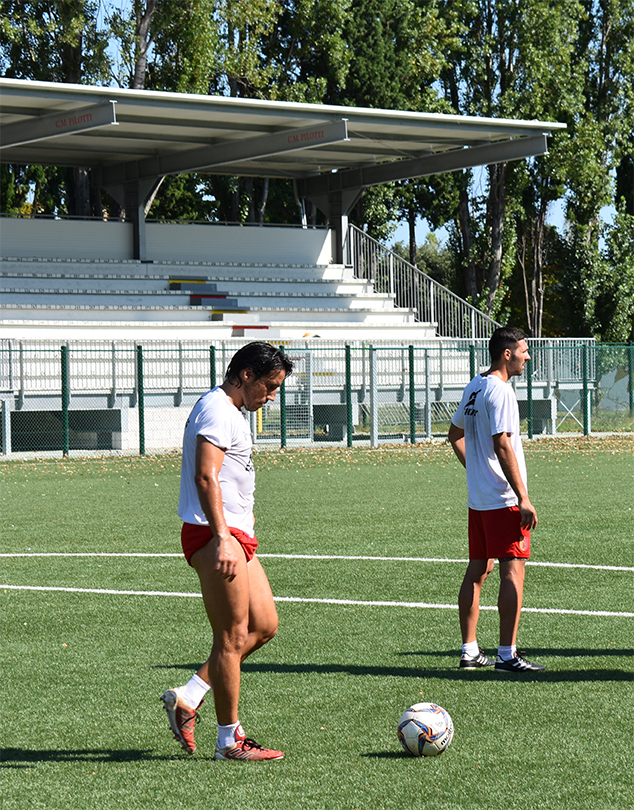
Federico Del Grosso, capitano del Città di Giulianova prima e del Real Giulianova sino a fine carriera.

Il ritorno in Serie D a vent'anni dall'ultima partecipazione, è preceduto da un avvicendamento societario, nuovo presidente diventa l'imprenditore edile Adriano Mattucci. Dopo un buon girone d'andata, i giuliesi chudono all'undicesimo posto, a quattro punti dalla zona play-out.
La stagione 2014-2015 si conclude al 9º posto grazie ad un discreto girone di ritorno. La salvezza, unica ambizione possibile per l'A.S.D. Città di Giulianova 1924, arriva con diverse giornate d'anticipo.
La stagione 2015-2016 è del tutto fallimentare per via di una squadra giovanissima e inesperta per un campionato di quarta serie. Le sorti non mutano né con l'avvento del nuovo presidente (il quarto negli ultimi quattro anni) Vincenzo Serraiocco, nel novembre 2015, né con l'avvicendamento in panchina Giorgini-Gelsi. La compagine chiude al diciassettesimo posto, retrocedendo in Eccellenza e non iscrivendosi al campionato successivo.
L'A.S.D. Città di Giulianova 1924, sommersa dai debiti, è destinata al fallimento. Al 30 giugno 2016, l'eredità viene raccolta da una nuova società con a capo l'imprenditore marchigiano Luciano Bartolini, che acquistando il titolo del Castellalto, riparte dalla Promozione con il nome di A.S.D. Real Giulianova. In questa seconda ripartenza dai campionati regionali la squadra conferma il favore dei pronostici e trionfa su tutti i fronti a disposizione: vince il campionato con cinque turni d'anticipo, la Coppa Italia di Promozione e la Coppa Mancini contro il Chieti F.C.Torre Alex (2-1), vincitrice dell'altro girone di Promozione abruzzese.
Nella stagione 2017-2018, i giallorossi si riconfermano, trionfando nel testa a testa con il Chieti, sia in Coppa Italia Dilettanti Abruzzo, che in campionato, tornando in Serie D.
La partecipazione alla Coppa Italia Dilettanti, ottenuta a seguito della vittoria nella coppa regionale, si ferma invece ai quarti di finale contro l'UniPomezia (0-3; 2-0).
Nella stagione 2018-2019 il Real Giulianova milita in serie D, e conclude al tredicesimo posto con salvezza conquistata solo all'ultima giornata grazie al pareggio contro il Cesena (1-1), che ha contemporaneamente sancito la promozione in serie C dei romagnoli.
In Coppa Italia Serie D, i giallorossi sono autori di un cammino esaltante arrivando sino in semifinale, contro il Messina (1-1, 3-2), perdendo rocambolescamente il ritorno dopo essersi portati sul doppio vantaggio.

### Gli anni duemilaventi
La stagione 2019-2020, con l'ex capitano Federico Del Grosso catapultato in panchina, termina con un tredicesimo posto in serie D e aspre contestazioni verso la società tutta, da parte della tifoseria. Il campionato viene tuttavia interrotto il 1º marzo 2020, per lo svilupparsi della pandemia di COVID-19, quando il distacco fra la 14ª (Giulianova) e la 15ª (Sangiustese) è di 8 punti, sufficiente, da regolamento, a portare alla retrocessione diretta delle ultime 4 squadre, evitando la disputa degli spareggi e salvando di fatto il Real Giulianova.
Nella stagione 2020-2021, la squadra conclude al sedicesimo posto un'altra stagione tribolata, che vede di nuovo assieme, dopo 15 anni, i gemelli Federico e Cristiano Del Grosso, con quest'ultimo tornato a chiudere la carriera nella città dove è nato e che lo ha lanciato nel calcio professionistico. A stagione in corso, subentra in panchina Leonardo Bitetto, autore dell'ultima promozione in terza serie dei giallorossi, dodici anni prima. Ancora una volta però, è la pandemia di Covid-19 a condizionare il torneo, a tal punto che il 20 maggio 2021 la FIGC ufficializza la cancellazione dei play-out, certificando la retrocessione diretta delle ultime due classificate. Il terzultimo posto, regala dunque al Real Giulianova la terza salvezza consecutiva in Serie D.

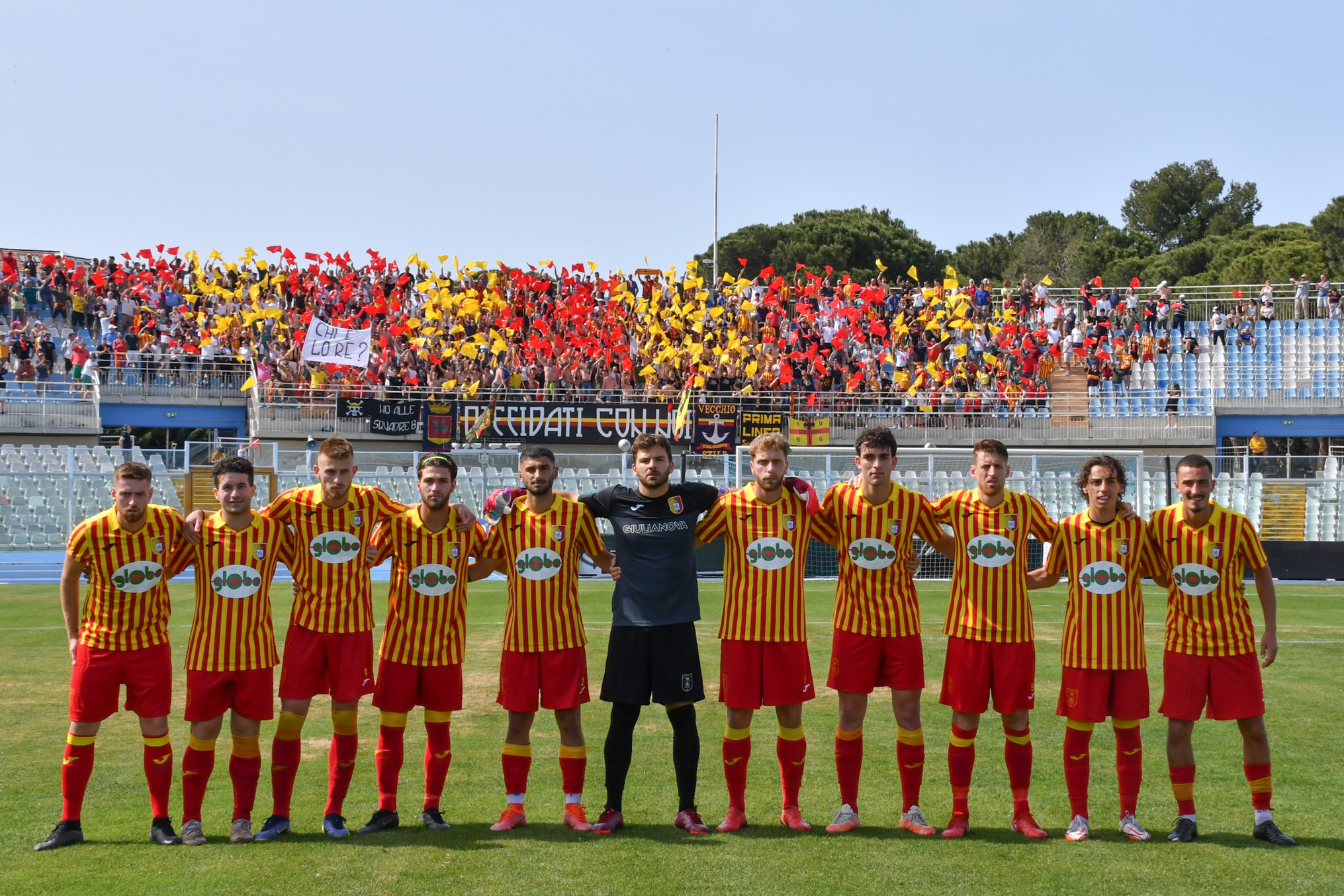
La formazione scesa in campo nel play-off regionale di Eccellenza, contro L'Aquila.

Nel luglio 2021 il presidente Luciano Bartolini, trasferisce il titolo del Real Giulianova a Nereto. L'A.S.D. Giulianova, dell'imprenditore edile Alessandro Mucciconi, raccoglie l'eredità della tradizione calcistica giuliese.
Durante la stagione 2021-2022, la squadra affidata a Luciano Cerasi, sebbene con un'età media inferiore ai 21 anni, occupa costantemente i primi posti della graduatoria, restando fino alla fine a ridosso della capolista Avezzano, favorita assieme a L'Aquila per la vittoria finale. Al termine del campionato, è seconda, è la meno battuta (4 sconfitte) e registra la miglior difesa. Accede direttamente alla finale dei play-off regionali, giocata allo stadio Adriatico di Pescara, di fronte a 1000 supporters giuliesi, contro L'Aquila, venendo sconfitta per 2-0.
La stagione 2022-2023, conferma l'ossatura della squadra dell'anno passato e nuovamente l'A.S.D. Giulianova deve accontentarsi del secondo posto alle spalle, questa volta, dell'attrezzatissima ed esperta L'Aquila. La squadra accede direttamente ai play-off nazionali, dove incontra in semifinale l'SCD Progresso Calcio di Castel Maggiore. Il 3-0 subito in terra emiliana, di fronte ad oltre 700 giuliesi, compromette la partita di ritorno, per di più giocata a porte chiuse conseguentemente alle decisioni del giudice sportivo, che termina 0-0.
Nel luglio 2023 torna alla denominazione Giulianova Calcio 1924.
Il torneo 2023-2024 è monopolizzato dal duello tra Giulianova Calcio 1924 e Città di Teramo 1913, che tornano ad affrontarsi in campionato a distanza di quindici anni. Quattro pareggi di troppo costano il primo posto in favore dei rivali biancorossi, autori di una marcia pressoché perfetta, che trova ostacoli solo in occasione dei Derby (2-2 al Bonolis e vittoria giallorossa 1-0 al Fadini). Al Giulianova, che vede durante la stagione l'avvicendarsi di ben tre guide tecniche (Luciano Cerasi, Alessandro Lucarelli e Angelo Pagliaccetti), non sono sufficienti la miglior difesa e il secondo miglior attacco. Lo stesso copione si ripete nella Coppa Italia regionale, con le due società che si fronteggiano nella finale, giocata in campo neutro a Teramo, il cui esito rocambolesco è sfavorevole ai giallorossi, sconfitti ai rigori dopo essere stati raggiunti allo scadere del secondo tempo supplementare da un gol su deviazione e aver fallito un match point dal dischetto. La squadra di Pagliaccetti affronta successivamente i play-off nazionali, superando con sofferenza, in semifinale, il Terre di Castelli (1-0; 0-1, 3-4 d.c.r.), ma impattando in finale contro il Terranuova Traiana dove, sebbene dinanzi a circa 4000 spettatori, compromette l'esito negli ultimi dieci minuti della gara d'andata del Fadini (1-3; 1-1).
La stagione del Centenario 2024-2025 parte ancora una volta all'inseguimento della quarta serie nazionale, con una rosa che nonostante gli 80 punti della passata stagione, viene in gran parte rivoluzionata a partire dalla guida tecnica, affidata ad Andrea Mosconi e con innesti importanti come Francesco Stanco e Valerio Finizio (vice cannoniere della scorsa stagione). L'avvio è però sorprendentemente difficoltoso e dopo 5 giornate (12esimo posto in classifica con soli 5 punti all'attivo) in panchina viene chiamato Roberto Cappellacci. Al giro di boa il Giulianova è terzo, con la vetta occupata dal Castelnuovo Vomano, distante ben 7 punti. Di tutt'altra musica il girone di ritorno, con i giallorossi capaci di affilare 15 vittorie consecutive, guadagnando la vetta a partire dalla 22esima giornata, senza più lasciarla, conquistando la Serie D nell'ultima giornata a Penne (2-2) e chiudendo il campionato con la miglior difesa e il titolo di capocannoniere nelle mani di Michele Cesario (26 reti).
Successo anche sul fronte della Coppa Italia di Eccellenza: il 2-0 contro il Castelnuovo Vomano al "Fonte dell'Olmo" di Roseto degli Abruzzi vale il trofeo e l'accesso alla Coppa Italia Dilettanti, dove il percorso dei giallorossi termina in semifinale, sconfitto ai rigori dal Barletta dopo che il doppio confronto si era concluso in parità (1-1; 2-2).
Nell'estate 2025 la società cambia denominazione in Giulianova Calcio 1924 SSD A.R.L..

## Colori e simboli

### Colori
- 1924-1929:  Società Sportiva Giuliese
- 1929-1933:  Società Sportiva Pro Italia
- 1933-1936:  Federazione Sportiva Giuliese
- 1936-1940:  Società Polisportiva Castrum
- 1940-1945:  Associazione Sportiva Giulianova
- 1945-1948:  Società Sportiva Giulianova
- 1948-1951:  Freccia D'Oro
- 1951-1979:  Società Polisportiva Giulianova
- 1979-2012:  Giulianova Calcio
- 2012-2016:  A.S.D. Città di Giulianova 1924
- 2016-2021:  A.S.D. Real Giulianova
- 2021-2023:  A.S.D. Giulianova
- 2023:  Giulianova Calcio 1924

Escluso il periodo compreso fra il 1929 e il 1936, cioè quando la S.S. Pro Italia indossava una casacca azzurra, colore presumibilmente scelto in onore di Casa Savoia, ricordando nell'ottobre 1860 la visita del re Vittorio Emanuele II in città, i colori ufficiali del Giulianova Calcio sono sempre stati il giallo e il rosso, in riferimento a quelli comunali dovuti alla presenza del vessillo d'Aragona nello stemma della casata degli Acquaviva (tale diritto fu concesso nel 1481 da Ferdinando I di Napoli a seguito della morte del duca Giulio Antonio I Acquaviva d'Aragona, per i suoi "onorevoli servigi" alla casata).
La maglia è tradizionalmente divisa in strisce verticali giallo-rosse, con pantaloncini e calzettoni rossi (alcune volte anche neri o bianchi o blu) con bordature gialle; ciò nonostante, questa, ha talvolta presentato un design scostato dal classico, per occasioni celebrative, o semplicemente per sporadiche rivisitazioni stilistiche.
La seconda maglia è generalmente bianca con una fascia gialla e una rossa, varianti in posizione (centrali, laterali) e direzione (orizzontali, verticali, oblique). Bianchi sono anche pantaloncini e calzettoni, con bordature giallo-rosse. La terza maglia è blu o nera, con la medesima aggiunta di fasce nei colori principali del club. Allo stesso modo sono pantaloncini e calzettoni.

### Simboli ufficiali

Lo stemma storico utilizzato fino al 2012 e riadottato dal 2021.

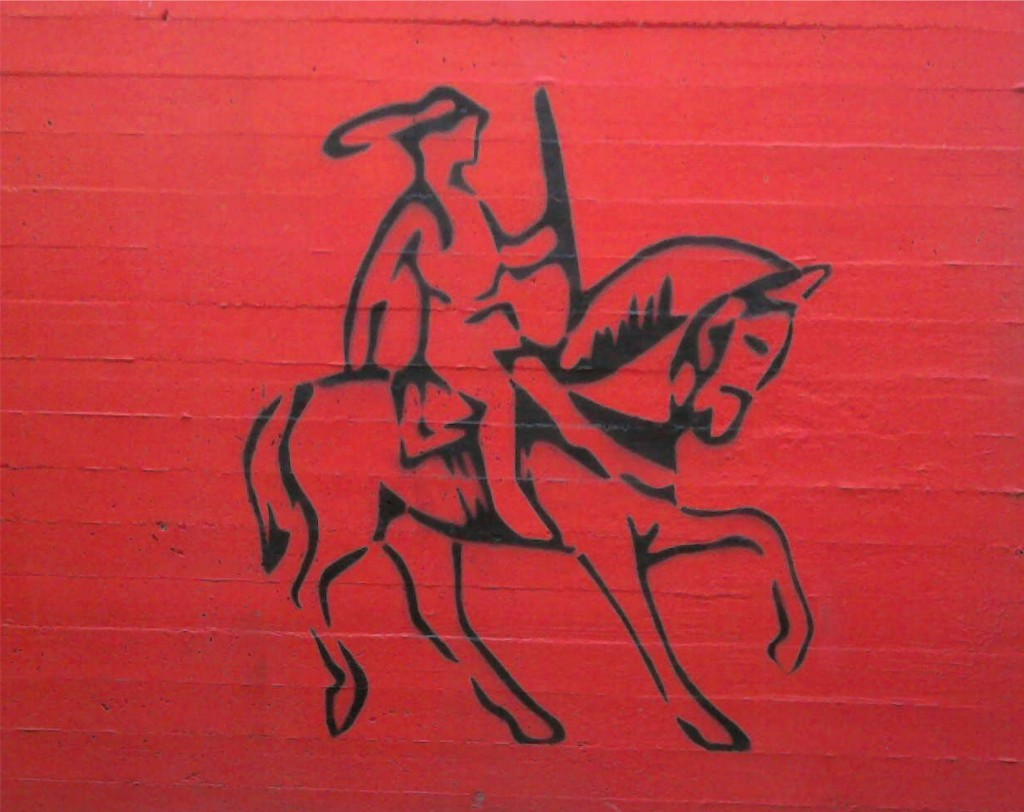
Il cavaliere in un murale.

Simbolo della squadra e prima ancora della città è il cavaliere armato di spada, rappresentante il fondatore della città: Giulio Antonio I Acquaviva d'Aragona.

#### Stemma
Il simbolo storico del Giulianova Calcio è composto da un scudo spagnolo, partito d'oro e di rosso, caricato sul tutto da uno scudo sannitico bianco al cavaliere nero attraversante, cimato da una corona d'oro, accompagnato in capo dalle parole Giulianova Calcio e in punta dalla parola 1924.
Nel 2021, dopo nove stagioni, il logo del Giulianova Calcio è tornato ad essere stampato sulle divise ufficiali in patrocinio, dal 2023 a titolo definitivo.

#### Inno
Nel 2001 viene presentato l'inno ufficiale del Giulianova, Giglie Alè, con testo e voce solista di Graziano Caprioni, produzione Digital TV, arrangiamenti Registrazione Audio e Keyboards. A causa della discontinuità societaria è in seguito accantonato. Nel 2021 l'inno viene rivisitato e riproposto dal cantautore abruzzese Adriano Megna.
Nel dicembre 2024, in occasione del Centenario, viene esibito il nuovo inno ufficiale, Alba giallorossa, del cantautore giuliese Enne Rico, che richiama la tradizione marinara di Giulianova e il forte attaccamento alla squadra locale.
In precedenza, alla fine degli anni settanta, veniva a volte proposto il canto dialettale Oh Giulianova, inno scritto nel 1922 dal compositore Franco Tancredi in omaggio alla città di Giulianova.

#### Mascotte
Storicamente la mascotte del Giulianova è un lupo con la divisa giallorossa. L'accostamento è legato a Italo Foschi, che nel 1924 fondò la S.S. Giuliese insieme ad Alfonso Migliori, e nel 1927 divenne il primo presidente dell'A.S. Roma, il cui simbolo è appunto una lupa.

## Strutture

### Stadio

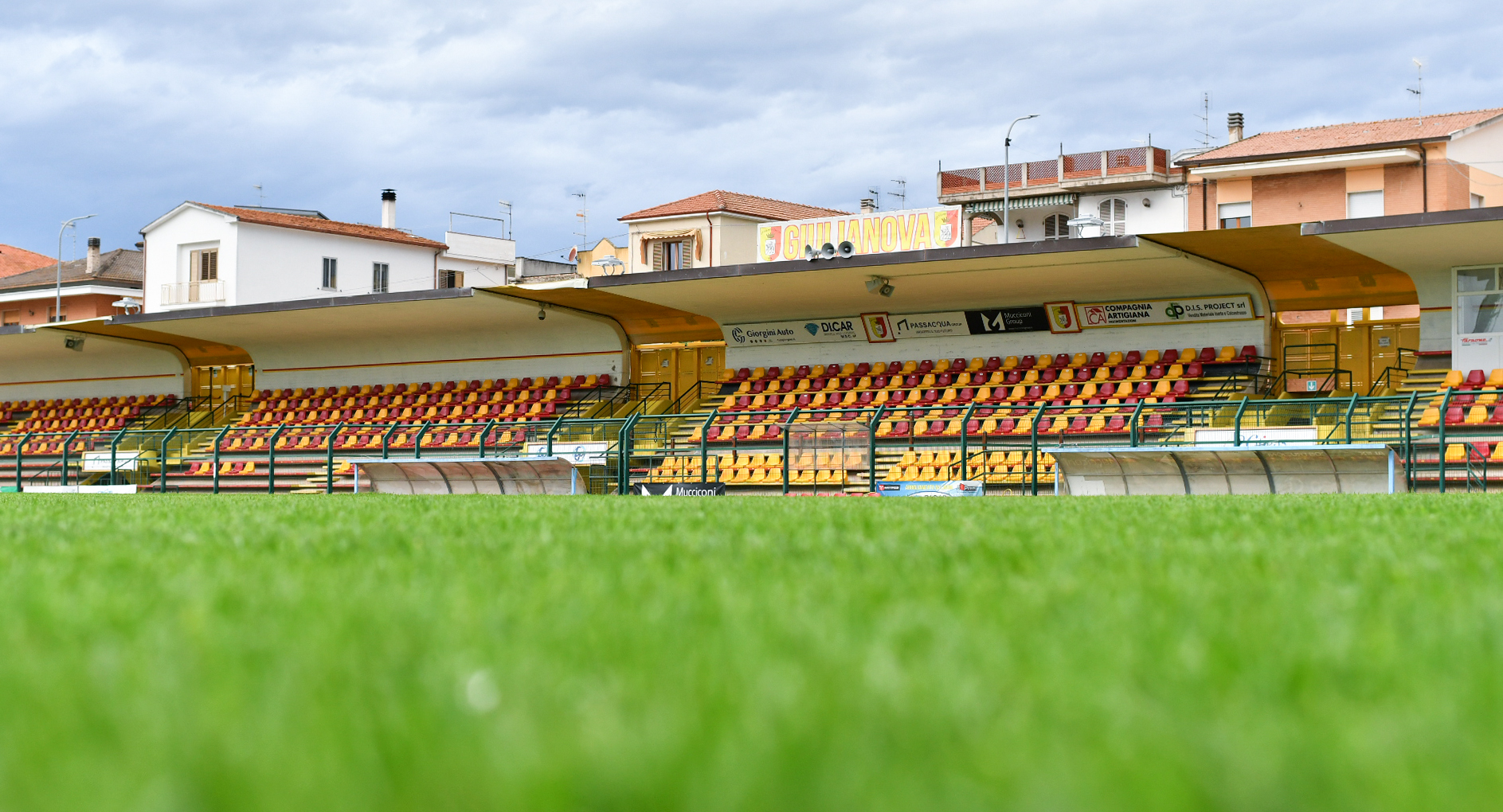
Vista della tribuna coperta del Rubens Fadini.

La squadra disputa le partite interne allo Stadio Rubens Fadini. Costruito nel 1923, all'inizio era uno spiazzo chiamato Campo della Fiera.
Lo stadio, dopo aver abbandonato nel dopoguerra il nome Castrum, risalente al periodo fascista, prese il nome più generico di Comunale.
Fu nel novembre 1951 che assunse la denominazione attuale di "Rubens Fadini", in ricordo di uno dei giocatori periti nella tragedia di Superga del 4 maggio 1949. La scelta del nome avvenne casualmente, tramite un sorteggio effettuato in sede tra tutti gli atleti dell'indimenticabile Grande Torino. Negli anni settanta lo stadio fu sottoposto a lavori di ampliamento che portarono la capienza a 8000 spettatori,  in seguito ridotta a 4347 posti e ai 2700 attuali (1999 omologati).   
Il record di presenze è relativo all'incontro di Serie C Giulianova-Sambenedettese (1-0) dell'11 novembre 1973 con oltre 8000 paganti.

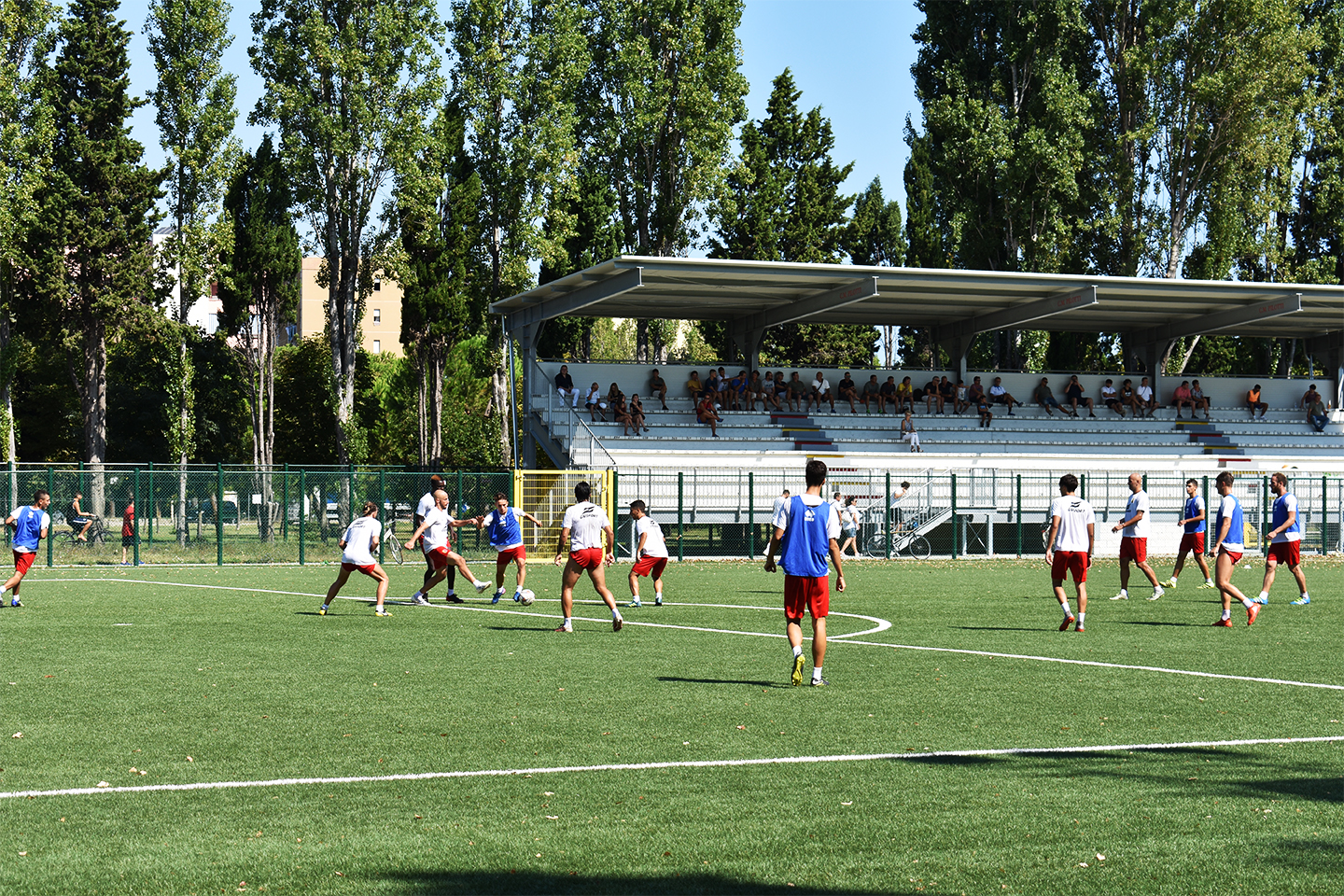
Una fase di allenamento al Castrum-Orsini.

### Centro di allenamento
Il Giulianova svolge le sue sedute di allenamento allo stadio Fadini e al campo sportivo Castrum-Orsini. Il Castrum, costruito nella metà degli anni settanta, è stato completamente ristrutturato nell'estate 2016 con erba sintetica, nuovo impianto di illuminazione, ampi spogliatoi, tribuna da 500 posti. Situato in un parco nel quartiere Annunziata, è utilizzato per le partite interne del settore giovanile. Nella stessa struttura ha giocato anche l'Atletico Giulianova, fino al 2023 seconda compagine cittadina. Dal novembre 2016 il campo sportivo Castrum-Orsini è omologato per la Serie D.

## Società

### Organigramma societario
Dal sito Internet e dalla pagina Facebook ufficiale della società.
Aggiornato al campionato 2025-2026
- Alessandro Mucciconi - Presidente
- Carlo Di Carlo - Vice presidente
- Paolo D'Ercole - Direttore tecnico
- Marco Triboletti - Direttore sportivo
- Andrea Perozzi - Direttore generale
- Stefano Leone - Segretario generale
- Matteo Bianchini - Addetto stampa
- Matteo Bianchini - Team manager
- Andrea Martella - Consigliere
- Alessio Di Feliciantonio - Consigliere
- Mario Maneschi - Accompagnatore
- Enzo Cinthi - Accompagnatore

### Sponsor
Dal sito Internet e dalla pagina Facebook ufficiale della società.
| Cronologia degli sponsor tecnici - 1993-1995 Top 87 - 1995-1998 Pienne - 1998-1999 Kelme - 1999-2004 Pienne - 2004-2005 Agla - 2005-2006 Erreà - 2006-2007 Umbro - 2007-2009 Agla - 2009-2010 Puma - 2010-2013 Givova - 2013-2015 Top 87 - 2015-2016 Joma - 2016-2017 Givova - 2017-2018 Erreà - 2018-2021 Giosport - 2021- Joma | Cronologia degli sponsor ufficiali - 1993-1994 Gelati Gis - 1994-1995 LAS Mobili - 1995-1996 China Italy - 1996-2005 Tercas - 2005-2006 Diamondhead - 2006-2008 Domoclima - 2008-2009 Beta Costruzioni - 2009-2012 Bi-energy - 2012-2013 Betafence - 2013-2014 TermoMat - 2014-2016 Diba Metalli - 2016-2017 ATR Group - 2017-2018 LAS Mobili - 2018-2019 Fork Lift Service - Erregi - 2019-2020 Consorzio Solaris - 2020-2022 Globo - AlexCostruzioni - 2022-2023 Mucciconi Group - Compagnia Artigiana - Di.Car - Italia Box - 2023-2024 Mucciconi Group - Passacqua Group - 2024- Mucciconi Group |

### Impegno nel sociale
In seguito al terremoto dell'Aquila del 2009, e per lo stesso episodio ad Amatrice nel 2016, la società e gli ultras in particolare, hanno collaborato attivamente con la raccolta di fondi, viveri e vestiario per aiutare le popolazioni colpite dal sisma.
Anche per la tragedia di Rigopiano del 18 gennaio 2017, società e tifosi si resero operativi nel territorio per dare un apporto alle esigenze degli abitanti, isolati dalla neve e dal terremoto.

### Settore giovanile
La società del Giulianova Calcio ha sempre adottato una politica rivolta ai giovani del proprio vivaio. Il blasonato settore giovanile è infatti uno dei più prolifici d'Italia. Di seguito sono riportati i dieci titoli nazionali conseguiti dai lupetti giallorossi:
- 1966-1967:  Campioni d'Italia "Juniores". Allo Stadio Flaminio di Roma finì 1 a 1 con il Pordenone e dopo i calci di rigore 5 a 4 per i giuliesi.
- 1973-1974:  Campioni d'Italia "Juniores". Al "Fadini" finì 4 a 2 con l'Udinese.
- 1974-1975:  Campioni d'Italia “Berretti”. Al "Nicoletti" di Riccione finì 1 a 1 con il Padova e dopo i calci di rigore 5 a 4 per i giuliesi.
- 1974-1975:  Campioni d'Italia “Allievi”. Al "Benelli" di Ravenna finì 2 a 0 contro l'Almas Roma.
- 1975-1976:  Campioni d'Italia “Allievi”. Al "Fattori" di Civitavecchia finì 4 a 1 contro l'Alessandria.
- 1975-1976:  Campioni d'Italia “Juniores”. Allo Stadio Comunale di Levico Terme finì 2 a 1 contro il Prato.
- 1976-1977:  Campioni d'Italia “Berretti”. All'andata finì 2-2 al "Zini" con la Cremonese, al ritorno 3-1 al Fadini.
- 1983-1984:  Campioni d'Italia “Berretti”. All'andata finì 1-0 al Fadini, al ritorno 0-1 al "Dall'Ara" con il Bologna.
- 1984-1985:  Campioni d'Italia “Berretti”. All'andata finì 3-1 al Fadini, al ritorno 4-2 per la SPAL al "Paolo Mazza", poi 3-1 ai rigori per i giuliesi.
- 2005-2006:  Campioni d'Italia “Berretti”. All'andata finì 3-1 per il Cittadella al "Tombolato", al ritorno 3-0 per il Giulianova al Fadini.[301]

Altri piazzamenti
- 1964-1965: 4º posto Allievi alle "final four" di Roma. Perde la semifinale contro la Juventus e la finale per il 3º e 4º posto con l'Udinese.[302]
- 2010-2011: 3º posto Berretti alle "final four" di Bassano del Grappa. Perde la semifinale contro la Virtus Lanciano.

## Diffusione nella cultura di massa
In ambito televisivo, la Gialappa's e il programma satirico-calcistico Mai dire gol, resero famoso l'incontro di Serie C2 Giulianova-Frosinone (2-2) del 17 marzo 1996, per via di una storica e atipica radiocronaca del giornalista giuliese Francesco Marcozzi. A distanza di anni, quel servizio è diventato un video cult dal contenuto surreale e inimitabile.
Nella primavera 2020 il reportage è stato riproposto in prima serata sul canale Mediaset Extra, mentre nel dicembre 2020 il quotidiano La Città ha ricordato l'evento con un titolo rilevante: "Quella cronaca sportiva che ha fatto storia".

## Allenatori e presidenti
Allenatori e presidenti del Giulianova:
- 1924-1929  Dati mancanti
- 1929-1932  Scocco
- 1932-1938  Dati mancanti
- 1938-1940  Dario Compiani
- 1940-1944 Attività sportiva sospesa
- 1944-1945  Dati mancanti
- 1945-1947  Guido Duo
- 1947-1948  Guido Duo
 Lo Moro
- 1948-1949  Enato Rossi
- 1949-1950  Dario Compiani
- 1950-1951  Armando Creziato
- 1951-1952  Ettore Brossi
- 1952-1953  Giannino Di Teodoro
- 1953-1957  Valeriano Ottino
- 1957-1958  Valeriano Ottino
 Giuseppe Pozzo
- 1958-1959  Giuseppe Pozzo
- 1959-1960  Carmelo Mongelli
- 1960-1962  Giuseppe Pozzo
- 1962-1963  Mario Tontodonati
- 1963-1964  Angelo Scarascia
- 1964-1965  Angelo Buratti
- 1965-1970  Emilio Della Penna
 Enzio Falini
- 1970-1972  Adelmo Capelli
- 1972-1973  Giovan Battista Fabbri
- 1973-1974  Dante Fortini
 Nicola Tribuiani
- 1974-1975  Emilio Della Penna
 Gianni Corelli
- 1975-1976  Angelo Longoni
 Nicola Tribuiani
 Sergio Manente
- 1976-1977  Sergio Manente
- 1977-1978  Sergio Manente
 Adelmo Capelli
- 1978-1979  Angelo Pereni
- 1979-1980  Gianni Corelli
- 1980-1981  Nicola Tribuiani
 Marino Bergamasco
- 1981-1982  Ezio Volpi 
 Roberto Vernisi
- 1982-1983  Marino Bergamasco
 Roberto Vernisi
 Italo Di Giovanni
- 1983-1984  Nicola Tribuiani
- 1984-1985  Nicola Tribuiani
 Renato Zara
- 1985-1988  Francesco Giorgini
- 1988-1990  Francesco Oddo
- 1990-1991  Carlo Florimbi
- 1991-1992  Sergio Vezzoso
 Giorgio Sereni
 Nicola Tribuiani
- 1992-1993  Eugenio Natale
 Roberto Vernisi
- 1993-1994  Francesco Giorgini
- 1994-1995  Giovanni Simonelli
- 1995-1997  Francesco Giorgini
- 1997-1998  Marco Alessandrini 
 Giuseppe Tortorici
 Stefano Cuoghi
- 1998-1999  Fulvio D'Adderio
- 1999-2000  Fulvio D'Adderio 
 Giuseppe Tortorici
- 2000-2001  Francesco Giorgini
 Giuseppe Tortorici
 Adriano Buffoni
- 2001-2002  Adriano Buffoni
 Paolo Bordoni
- 2002-2003  Giuseppe Galderisi
 Fulvio D'Adderio
- 2003-2004  Francesco D'Arrigo
- 2004-2005  Augusto Gentilini
 Francesco Giorgini
- 2005-2006  Francesco Giorgini
- 2006-2007  Francesco Giorgini
 Angelo Pagliaccetti
 Vincenzo Zucchini
- 2007-2008  Massimiliano Favo
 Leonardo Bitetto
- 2008-2010  Leonardo Bitetto
- 2010-2011  Ersilio Cerone
 Giuseppe Di Meo
- 2011-2012  Tiziano De Patre
 Marco Tosi
- 2012-2013  Angelo Pagliaccetti
 Gennaro Grillo
- 2013-2014  Donato Ronci
 Alessandro Monticciolo
 Donato Ronci
- 2014-2015  Michele De Feudis
 Francesco Fabiano
 Francesco Giorgini
- 2015-2016  Francesco Giorgini
 Michele Gelsi
 Ugo Dragone
- 2016-2017  Vincenzo Angelone
 Attilio Piccioni
- 2017-2018  Attilio Piccioni
- 2018-2019  Nico Stallone
 Ruben Dario Bolzan
- 2019-2020  Carlo Pascucci
 Federico Del Grosso
- 2020-2021  Federico Del Grosso
 Leonardo Bitetto
- 2021-2023  Luciano Cerasi
- 2023-2024  Luciano Cerasi
 Alessandro Lucarelli
 Angelo Pagliaccetti
- 2024-2025  Andrea Mosconi 
 Roberto Cappellacci
- 2025-  Roberto Cappellacci

- 1924-1929  Alfonso Migliori
- 1929-1932  Attilio Quercetti
- 1932-1936  Dati mancanti
- 1936-1940  Giuseppe Ianetti[312]
- 1940-1944 Attività sportiva sospesa
- 1944-1945  Dati mancanti
- 1945-1948  Emidio Ciafardoni
- 1948-1949  Francesco Falini
- 1949-1952  Luigi Granata
- 1952-1964  Emidio Ciafardoni
- 1964-1965  Corrado Valeri
- 1965-1975  Tiberio Orsini
- 1975-1978  Dante Di Giuseppe
- 1978-1979  Corrado Valeri
- 1979-1982  Pietro Scibilia
- 1982-1987  Tiberio Orsini
- 1987-1988  Carmine Elefante
- 1988-1991  Danubio Baratiri
- 1991-1992  Paolo Potenza
- 1992-1994  Benito Di Gregorio
- 1994-1995  Berardo D'Antonio
- 1995-1997  Umberto Mastellarini
- 1997-2007  Alessandro Quartiglia
- 2007-2008  Bruno Sabatini
- 2008-2012  Dario D'Agostino
- 2012-2013  Vincenzo De Adducis
- 2013-2014  Adriano Mattucci
- 2014-2015  Antonio Esposito
- 2015-2016  Vincenzo Serraiocco
- 2016-2021  Luciano Bartolini
- 2021-  Alessandro Mucciconi

## Calciatori
Tra i calciatori cresciuti nel Giulianova e che in seguito sono approdati nella massima serie, ci sono:
- Paolo Braca: centrocampista. In Serie A con Napoli, Spal e Catanzaro.
- Bruno Piccioni: centrocampista. In Serie A con il Genoa.
- Giuseppe Lelj: difensore. In Serie A con Fiorentina, Sampdoria, Vicenza e Perugia.
- Sergio Conte: centrocampista. In Serie A con l'Inter.[314]
- Renato Curi: centrocampista. In Serie A con il Perugia.
- Franco Tancredi: portiere. In Serie A con Milan,[315] Roma, Torino e nella Nazionale italiana.
- Pasquale Iachini: centrocampista. In Serie A con Como, Brescia, Genoa e Fiorentina.
- Bartolomeo Di Michele: attaccante. In Serie A con il Pescara.
- Marco Cosenza: centrocampista. In Serie A con il Pescara.
- Nicola D'Ottavio: attaccante. In Serie A con Verona e Avellino.
- Pasquale Traini: attaccante. In Serie A con il Cesena.
- Tiziano De Patre: centrocampista. In Serie A con Atalanta e Cagliari. Prende parte all'Italia Under-21.
- Federico Giampaolo: centrocampista. In Serie A con Juventus, Bari e Salernitana. Prende parte all'Italia Under-21.
- Vittorio Pinciarelli: centrocampista. In Serie A con il Pescara.
- Cristiano Del Grosso: difensore. In Serie A con Ascoli, Cagliari, Siena e Atalanta.
- Federico Del Grosso: difensore. In Serie A con l'Inter.[316]
- Stefano Olivieri: difensore. In Serie A con il Chievo Verona.[317]
- Mirco Antenucci: attaccante. In Serie A con Catania e SPAL.
- Damiano Zanon: difensore. In Serie A con il Pescara.
- Vittorio Micolucci: difensore. In Serie A con l'Udinese.
- Giuseppe Cozzolino: attaccante. In Serie A con Lecce e Chievo.
- Jacopo Dezi: centrocampista. In Serie A con Napoli, Parma e Venezia. Prende parte all'Italia Under-21.

Come allenatore, Marco Giampaolo, sulle panchine di Ascoli, Cagliari, Siena, Catania, Cesena, Empoli, Sampdoria, Milan, Torino, Lecce.
Come allenatore dei portieri, l'ex calciatore Franco Tancredi, con le divise di Roma, Juventus, Real Madrid ed Inghilterra. Nel 2012 rifiuta l'offerta della Russia.

Renato Curi, cresciuto nel Giulianova dei primi anni 1970.
Franco Tancredi (primo a sinistra), ai tempi della seconda Roma scudettata.
Federico Giampaolo in casacca juventina nella stagione 1989-1990.
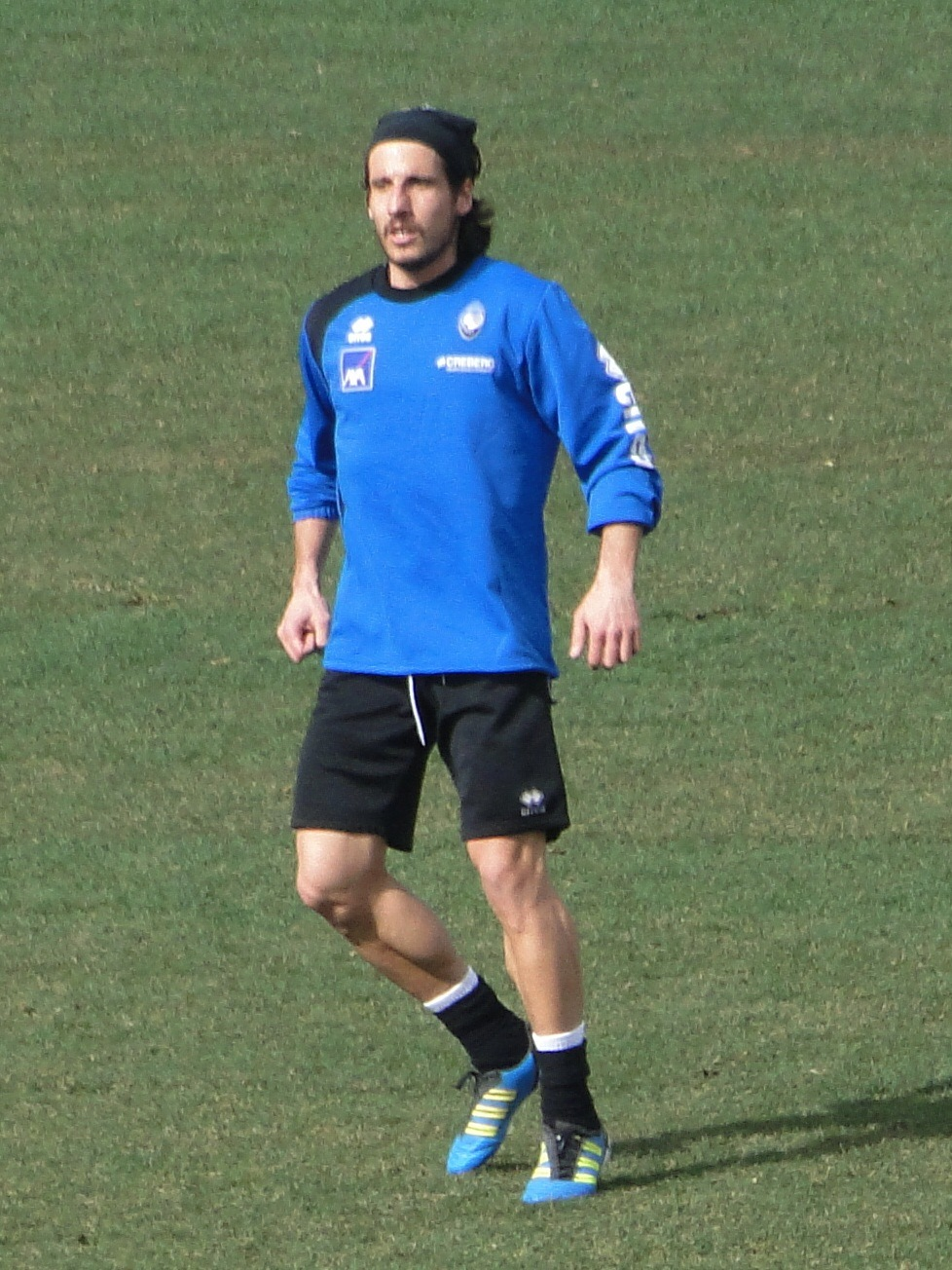
Cristiano Del Grosso, qui all'Atalanta.
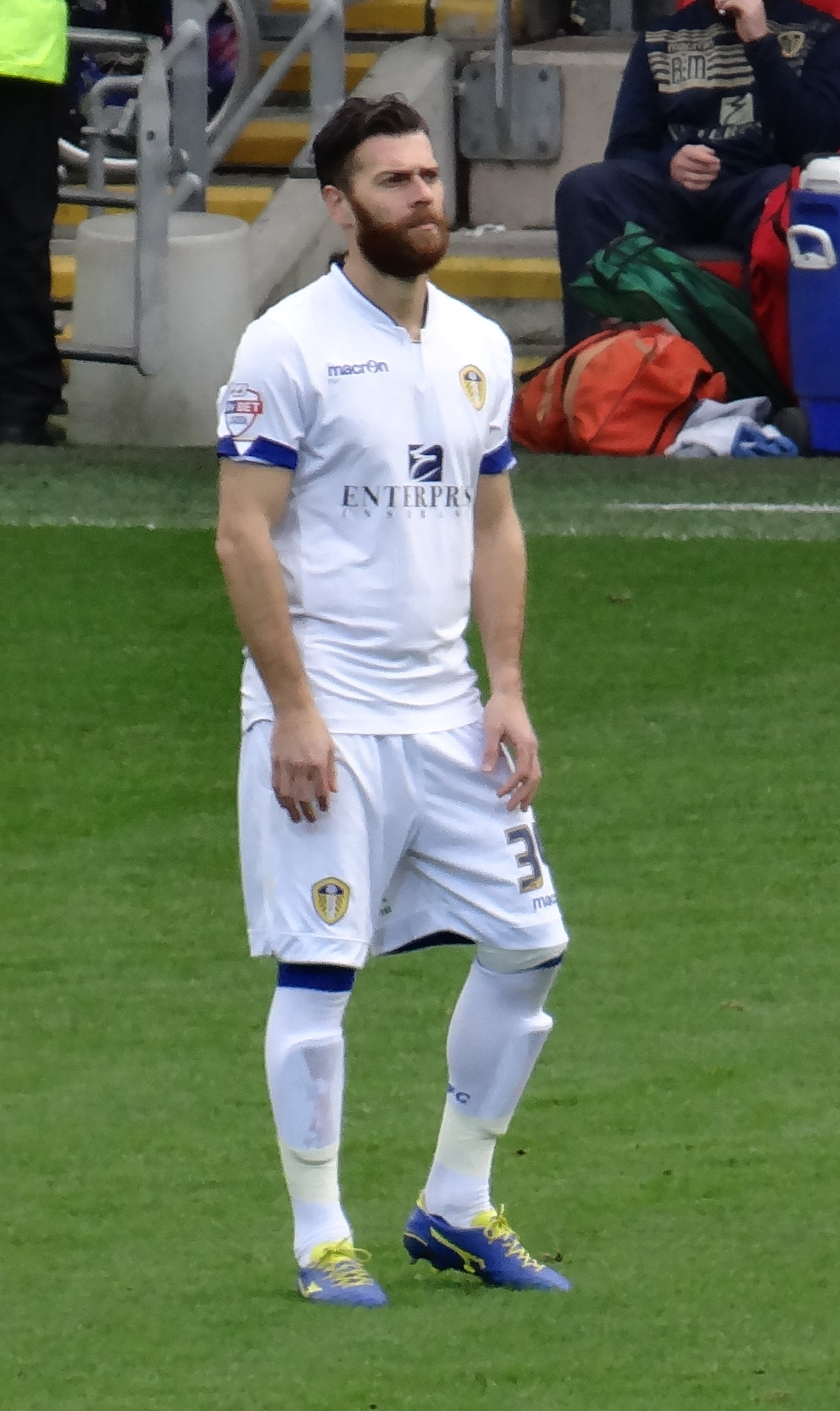
Mirco Antenucci, al Leeds United nel 2014.

### Hall of Fame
Nel maggio 2020, dopo un sondaggio effettuato sulla pagina societaria, viene stilata la formazione ideale di tutti i tempi del Giulianova Calcio, che risulta essere la seguente:
Franco Tancredi, Cristiano Del Grosso, Francesco Giorgini, Renato Curi, Maurizio Caccavale, Ivo Iaconi, Gianni Califano, Roberto Vernisi, Giuseppe Manari, Tiziano De Patre, Danilo Di Vincenzo. Allenatore: Giovan Battista Fabbri.
Come riserve: Stefano Grilli, Gianni Candussi, Federico Del Grosso, Angelo Pagliaccetti, Giuseppe Tortorici, Roberto Cappellacci, Vittorio Pinciarelli, Ferdinando Ruffini, Mirco Antenucci, Roberto Ciccotelli.
Il giuliese Franco Tancredi è inoltre presente nella hall of Fame ufficiale della Roma.

### Capitani
Francesco Giorgini è il capitano storico del Giulianova, quello che ha indossato la fascia per il più lungo periodo di tempo, dal 1976 al 1983. Altri condottieri storici, sempre negli anni settanta, sono stati Adelmo Capelli e Roberto Vernisi.

### Contributo alle Nazionali
Franco Tancredi, portiere cresciuto nel Giulianova, ha disputato da titolare i giochi olimpici di Los Angeles nel 1984, e venne convocato da Enzo Bearzot per il campionato del mondo 1986 in Messico, anche se il ruolo da titolare alla fine fu assegnato a Giovanni Galli. Il suo esordio in Nazionale è del 26 settembre 1984, incontro Italia-Svezia 1-0. Jacopo Dezi, Federico Giampaolo e Tiziano De Patre hanno invece preso parte dell'Italia Under 21. Nel luglio 2015 Jacopo Dezi ha inoltre vinto, come capitano, le Universiadi in Corea del Sud. In finale gli azzurri di Massimo Piscedda, superarono i padroni di casa coreani per 3-0.
Giuseppe Cozzolino è stato convocato dalla Italia U-20, nel corso della stagione 2004-2005.
Mirco Antenucci durante il periodo di militanza in maglia giallorossa, è stato convocato dalle Nazionali Under-20 (2002) e Under-21 (2003) di Lega Pro, e dalla Nazionale universitaria di calcio dell'Italia (2005).
Tra i calciatori stranieri ricordiamo Andrej Gălăbinov, in forza al Giulianova nella stagione 2008-2009 e in seguito attaccante della Nazionale bulgara.

## Palmarès

### Competizioni giovanili
- Campionato nazionale Dante Berretti: 5

1974-1975, 1976-1977, 1983-1984, 1984-1985, 2005-2006
- Campionato Juniores Nazionali: 3

1966-1967, 1973-1974, 1975-1976
- Campionato Allievi Nazionali: 2

1974-1975, 1975-1976

### Competizioni interregionali
- Serie D: 1

1970-1971 (Girone D)
- Serie C2: 1

1979-1980 (Girone C)
- Campionato Nazionale Dilettanti: 1

1993-1994 (Girone G)

### Competizioni regionali
- Eccellenza: 2

2017-2018, 2024-2025
- Coppa Italia Dilettanti Abruzzo: 2

2017-2018, 2024-2025
- Prima Divisione: 1

1938-1939
- Seconda Divisione: 1

1934-1935
- Prima Categoria: 1

1960-1961
- Promozione: 2

1953-1954, 2016-2017 (Girone A)
- Coppa Italia Promozione Abruzzo: 1

2016-2017
- Coppa Mancini: 1

2016-2017
- Prima Categoria ULIC provinciale-Coppa Danesi: 1

1933-1934

### Altre competizioni
- Serie C2:

Promozione: 1995-1996 (Girone C)
- Lega Pro Seconda Divisione:

Promozione: 2008-2009 (Girone B)

## Statistiche e record

### Partecipazione ai campionati
Il Giulianova ha partecipato in totale a 89 stagioni sportive, prendendo parte a 67 campionati nazionali. La società ha sospeso le sue attività nel periodo 1940-1944 per cause belliche. Il massimo risultato raggiunto è il secondo posto in Serie C nel torneo 1972-1973, oltre ai play-off di Serie C1 nei campionati 1996-1997 e 1998-1999.

#### Campionati nazionali
| Livello | Categoria                       | Partecipazioni | Debutto   | Ultima stagione | Totale |
| ------- | ------------------------------- | -------------- | --------- | --------------- | ------ |
| 3°      | Serie C                         | 11             | 1939-1940 | 1977-1978       | 25     |
| 3°      | Serie C1                        | 13             | 1980-1981 | 2006-2007       | 25     |
| 3°      | Lega Pro Prima Divisione        | 1              | 2009-2010 | 2009-2010       | 25     |
| 4°      | IV Serie                        | 5              | 1954-1955 | 1958-1959       | 39     |
| 4°      | Serie D                         | 16             | 1961-1962 | 2025-2026       | 39     |
| 4°      | Serie C2                        | 15             | 1978-1979 | 2007-2008       | 39     |
| 4°      | Lega Pro Seconda Divisione      | 3              | 2008-2009 | 2011-2012       | 39     |
| 5°      | Campionato Nazionale Dilettanti | 2              | 1992-1993 | 1993-1994       | 3      |
| 5°      | Serie D                         | 1              | 2013-2014 | 2013-2014       | 3      |

Il Giulianova ha collezionato 67 stagioni a livello nazionale.

#### Campionati regionali
| Livello | Categoria         | Partecipazioni | Debutto   | Ultima stagione | Totale |
| ------- | ----------------- | -------------- | --------- | --------------- | ------ |
| I       | Terza Divisione   | 2              | 1926-1927 | 1929-1930       | 21     |
| I       | Seconda Divisione | 2              | 1933-1934 | 1934-1935       | 21     |
| I       | Prima Divisione   | 7              | 1936-1937 | 1951-1952       | 21     |
| I       | Promozione        | 2              | 1952-1953 | 1953-1954       | 21     |
| I       | Prima Categoria   | 2              | 1959-1960 | 1960-1961       | 21     |
| I       | Eccellenza        | 6              | 2012-2013 | 2024-2025       | 21     |
| II      | Promozione        | 1              | 2016-2017 | 2016-2017       | 1      |

Il Giulianova ha collezionato 22 stagioni a livello regionale.

### Partecipazione alle coppe
Il Giulianova ha preso parte a 52 competizioni nazionali, a partire dall'esordio in Coppa Italia nel 1939-1940. Il massimo risultato raggiunto sono le semifinali in Coppa Italia Semiprofessionisti nelle stagioni 1972-1973 e 1977-1978, oltre alla finale per lo Scudetto dilettanti 1993-1994. Negli anni trenta i giuliesi hanno partecipato alla Coppa dell'Italia Centrale, torneo interregionale organizzato dalla FIGC ad imitazione della Coppa dell'Europa Centrale. In tre occasioni (2016-2017, 2017-2018 e 2024-2025) i giallorossi hanno vinto la Coppa Italia regionale di categoria. 
Nella stagione 2024-2025 il Giulianova, oltre alla vittoria nella Coppa Italia regionale, è stato semifinalista in Coppa Italia Dilettanti, posizione che le avrebbe permesso di salire in Serie D anche senza la vittoria in campionato. 
| Competizione                    | Partecipazioni | Debutto   | Ultima stagione | Totale |
| ------------------------------- | -------------- | --------- | --------------- | ------ |
| Coppa Italia                    | 2              | 1939-1940 | 2009-2010       | 2      |
| Coppa Italia Semiprofessionisti | 9              | 1972-1973 | 1980-1981       | 38     |
| Coppa Italia Serie C            | 25             | 1981-1982 | 2007-2008       | 38     |
| Coppa Italia Lega Pro           | 4              | 2008-2009 | 2011-2012       | 38     |
| Scudetto Dilettanti             | 2              | 1960-1961 | 1993-1994       | 2      |
| Coppa Italia Dilettanti         | 4              | 1992-1993 | 2024-2025       | 4      |
| Coppa Italia Serie D            | 6              | 2013-2014 | 2025-2026       | 6      |

Il Giulianova ha partecipato a 52 competizioni a livello nazionale.

### Statistiche di squadra
Aggiornato al campionato 2024-2025. 
- È stata la squadra abruzzese con il maggior numero di partecipazioni in Serie C1/Lega Pro Prima Divisione (14), ottava a livello nazionale.
- Detiene il record regionale di partecipazioni consecutive in Serie C1/Lega Pro Prima Divisione[334] (11), seconda solo alla Salernitana (12) a livello nazionale.
- Detiene il record di vittorie consecutive e vittorie iniziali in Serie C2/Lega Pro Seconda Divisione (8),[335] risalente alla stagione 1979-1980, insieme alla Reggina.[336]
- Detiene il record di meno reti subite in casa in Serie C/Serie C1 (2 in 19 partite),[337][338] risalente alla stagione 1972-1973[339]. Il portiere Candussi rimase imbattuto per 977 minuti,[340] subendo inoltre una sola rete in 16 giornate.[341]
- Nel torneo di Serie C2 1986-1987 i giallorossi rimasero imbattuti per 22 incontri (dalla 5ª alla 26ª giornata).
- Con 5 successi, la compagine giovanile del Giulianova è la squadra ad aver vinto più volte il Campionato Nazionale Dante Berretti riservato alle squadre di Serie C, 10 in totale i titoli conquistati.
- La vittoria col maggiore scarto di reti è un Giulianova-Vasto del marzo 1953, campionato regionale di Promozione, 12-0 il punteggio finale,[342] nella stessa categoria, stagione 1953-1954, realizza il proprio record di reti realizzate (100 in 30 partite).[343]
- Nella stagione 2024-2025, conclusasi con la promozione in Serie D, il Giulianova ottiene nel girone di ritorno 15 vittorie consecutive (record di squadra), dalla 19ª alla 33ª giornata, riuscendo a recuperare otto punti dal vertice.

### Statistiche individuali

Roberto Ciccotelli, bomber giallorosso con 81 reti.

Il recordman di una sola stagione è Silvano Magheri, con 42 reti realizzate in 30 giornate nel campionato 1953-1954, seguono Romano Tozzi Borsoi (31 reti, 2016-2017), Michele Cesario (26 reti, 2024-2025) e Dante Paolini (24 reti in 21 giornate, 1938-1939). Francesco Giorgini (366), e Silvano Magheri (94) hanno il record di presenze e reti segnate nella storia del sodalizio, inoltre Roberto Ciccotelli (81) ha il primato di marcature conseguite nelle stagioni di calcio professionistico con 62 reti.
Gianni Candussi, con 977 minuti senza subire gol nella stagione di Serie C 1972-1973, risulta ai primi posti nella classifica di imbattibilità della Serie C/Serie C1.
Gianni Califano, con 15 reti, è stato capocannoniere del girone A di Serie C1 nella stagione 2005/06 (ex aequo con Massimiliano Guidetti).
I dati riportati nelle tabelle partono dalla fondazione del club, e includono le sole partite di campionato.
Dati aggiornati alla stagione 2024-2025.
| Record di presenze - 366 Francesco Giorgini - 278 Giuseppe Tortorici - 274 Federico Del Grosso - 251 Luigi Caucci - 249 Ivo Iaconi - 197 Roberto Ciccotelli - 192 Giulio Palazzese - 192 Marco Bellagamba - 176 Francesco Di Paolo - 174 Emilio Tuccella - 168 Maurizio Tribuiani - 161 Vittorio Pinciarelli - 156 Roberto Vernisi - 153 Stefano Grilli - 140 Giuseppe Manari - 134 Cristiano Del Grosso - 133 Ferdinando Ruffini | Record di reti - 94 Silvano Magheri (1953-1956) - 81 Roberto Ciccotelli (1969-1975; 1979-1981) - 80 Francesco Di Paolo (2016-2024) - 54 Romano Tozzi Borsoi (2016-2019) - 52 Gianni Califano (2000-2003; 2004-2006) - 40 Marco Bellagamba (1977-1982; 1983-1985) - 34 Salvatore Amato (1976-1980) - 30 Danilo Di Vincenzo (1994-1996) - 29 Michele Cesario (2019-2020; 2024-2025) - 25 Giuseppe Manari (1984-1987; 1996-1998) - 24 Dante Paolini (1938-1939) - 24 Vincenzo Marino (1976-1978) - 22 Bartolomeo Di Michele (1975-1977; 1987-1990) - 22 Francesco Morga (2010-2012) - 21 Federico Olivieri (1953-1954) - 20 Fedele Gualandri (1975-1977) |

## Tifoseria

### Storia

Lo storico C.U.G., nel settore "Distinti".

Sotto l'aspetto storico il Giulianova ha potuto contare costantemente su un forte seguito di pubblico, da sempre per tradizione caldo e viscerale. Il tifo giuliese ha la sua roccaforte nello stadio Fadini, con la Curva Ovest e le tribune praticamente addossate al rettangolo di gioco.
Nel 1979 è nato il primo gruppo organizzato, il Commando Ultrà Giulianova, posto nel settore distinti. Fondato da un gruppo di giovanissimi tifosi giuliesi, col passare del tempo le adesioni di massa al gruppo aumentarono sempre di più, fino ad arrivare a circa un migliaio di persone.

La curva Ovest ad inizio anni 2000

È soprattutto grazie all'azione del C.U.G. se Giulianova, nel corso degli anni, si è guadagnata una più che discreta fama a livello nazionale per la qualità del suo tifo.
Nel 1989 al C.U.G. si affiancano le Brigate Giallorosse, mentre negli anni novanta ci sarà un fiorire di numerosi gruppi come Reparto Neuro, Li Lip' e Torcida, che si riuniranno nel 1998 dietro lo striscione Ultras Giulianova nella Curva Ovest, costruita nel 1994.
Negli anni 2000 ci sarà una nuova scissione con un forte ridimensionamento, e a guidare la Ovest saranno i gruppi Collettivo Blasco e Pirates.
Nel 2017 i maggiori gruppi presenti in curva sono: Ultras 1924, Vecchio Stile e C.U.G. 1979, uniti dal 2024 dietro la scritta Curva Ovest Giulianova.

### Gemellaggi e rivalità
La tifoseria giuliese non ha nessun gemellaggio, mentre buoni rapporti ci sono con i tifosi del Bologna (gruppo ControTendenza Bologna) e della Santegidiese. Altri legami sono stati quelli con Juve Stabia, Pescara, SPAL, Pro Vercelli e L'Aquila, con tutti si è mantenuto un rapporto di reciproco rispetto e vecchie amicizie con Molfetta e Trani.
La rivalità più accesa per i tifosi giallorossi è da sempre quella con i "cugini" del Teramo, tanto che il derby tra le due squadre è chiamato "Derby d'Abruzzo", con un antagonismo documentato già negli anni trenta e costellato da incidenti fin dal suo primo incontro, giovedì 26 dicembre 1929. Alla fine degli anni sessanta le due società si accordarono per disputare il primo Derby dell'amicizia, giocato nel settembre 1969 e organizzato per attenuare gli animi delle due tifoserie. Un progetto che servirà a poco visto i disordini avvenuti nel susseguente derby di campionato del Fadini, il 29 marzo 1970. Tafferugli si sono verificati anche in incontri successivi e di Coppa Italia, soprattutto negli anni novanta e con diverse diffide da ambo le parti.
Altre rivalità storiche sono con il Lanciano e l'Avezzano, oltre ad Ancona, Ascoli, Chieti, Fermana e Sambenedettese, ulteriori rivalità da menzionare sono quelle con il Frosinone, la Pistoiese, il Sora e la Viterbese.
Altri screzi si sono verificati con le tifoserie di Montevarchi, Lodigiani e negli anni novanta di Casertana e Palermo.